# Biserica de lemn din Chergheș

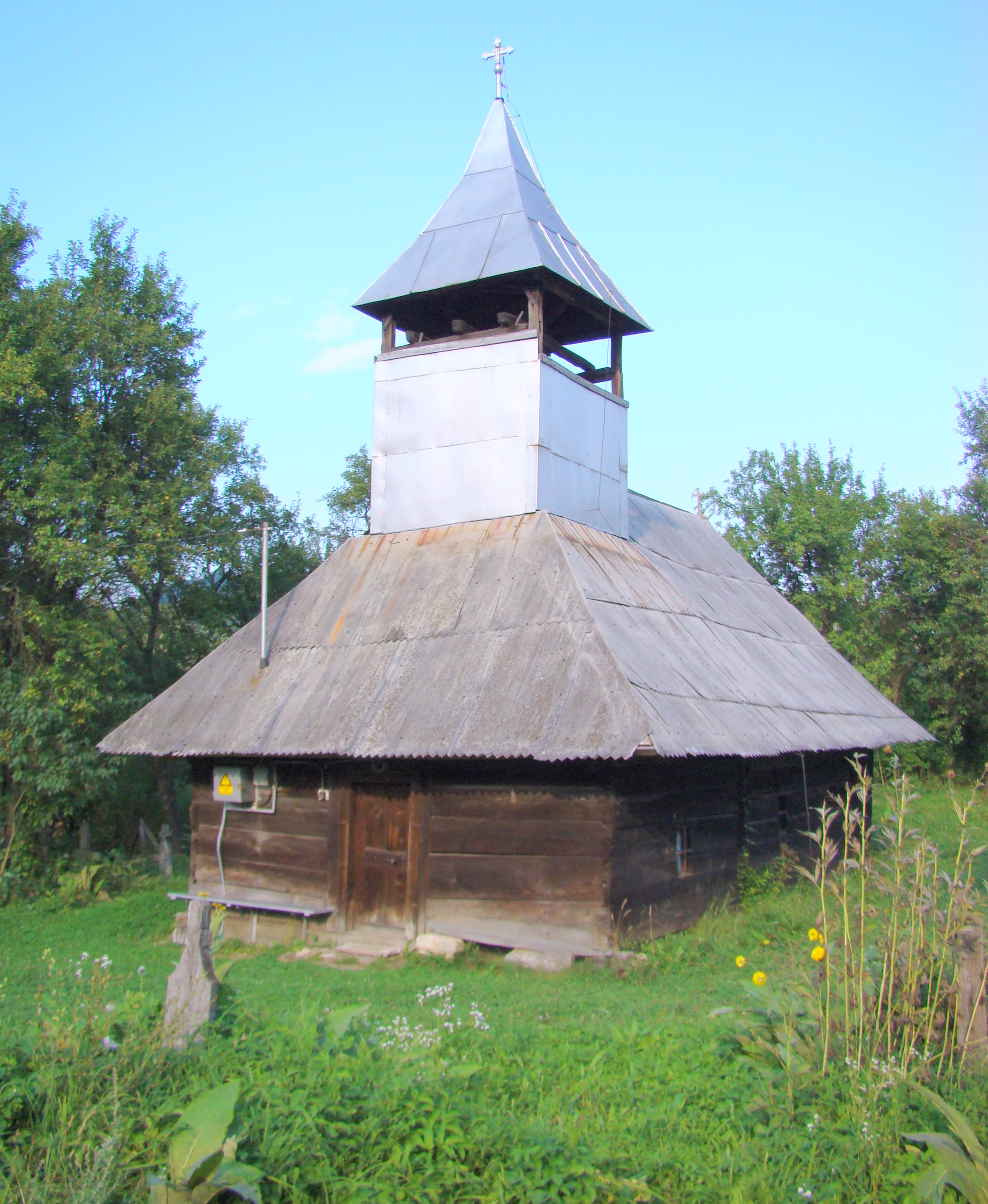
Biserica de lemn „Cuvioasa Paraschiva” din Chergheș, comuna Cârjiți, județul Hunedoara, foto: august 2009.

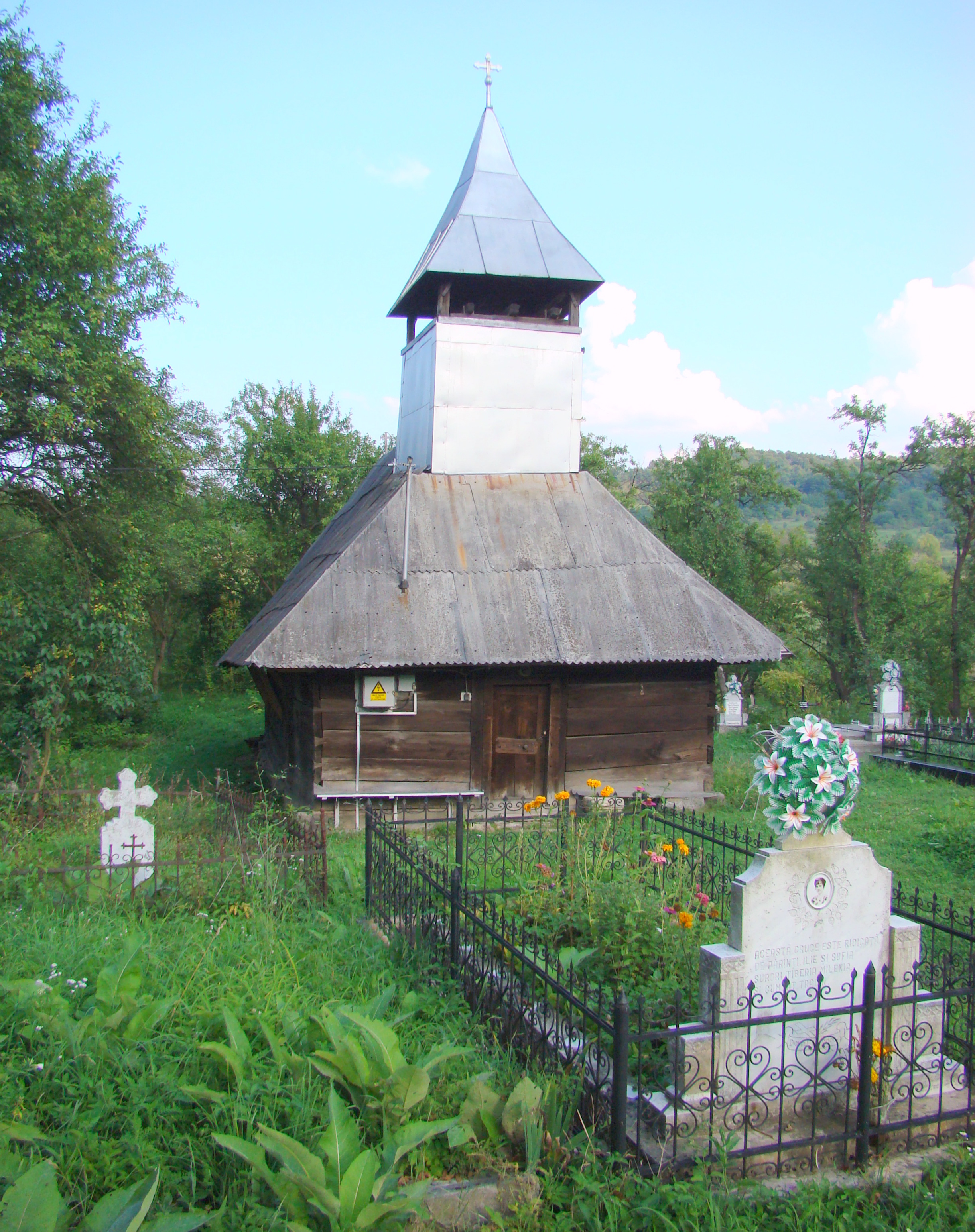
Biserica (vest)

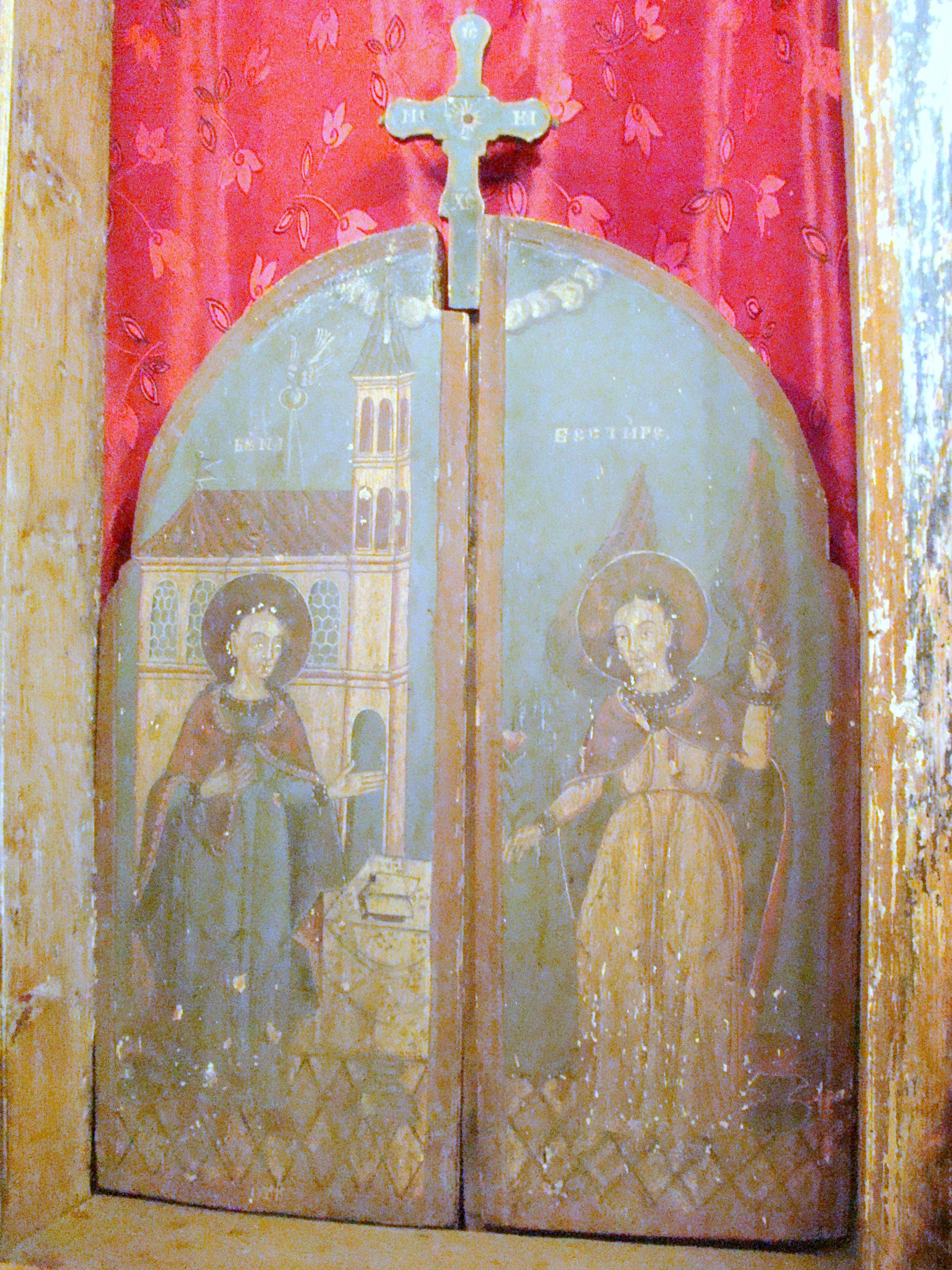
Ușile împărătești

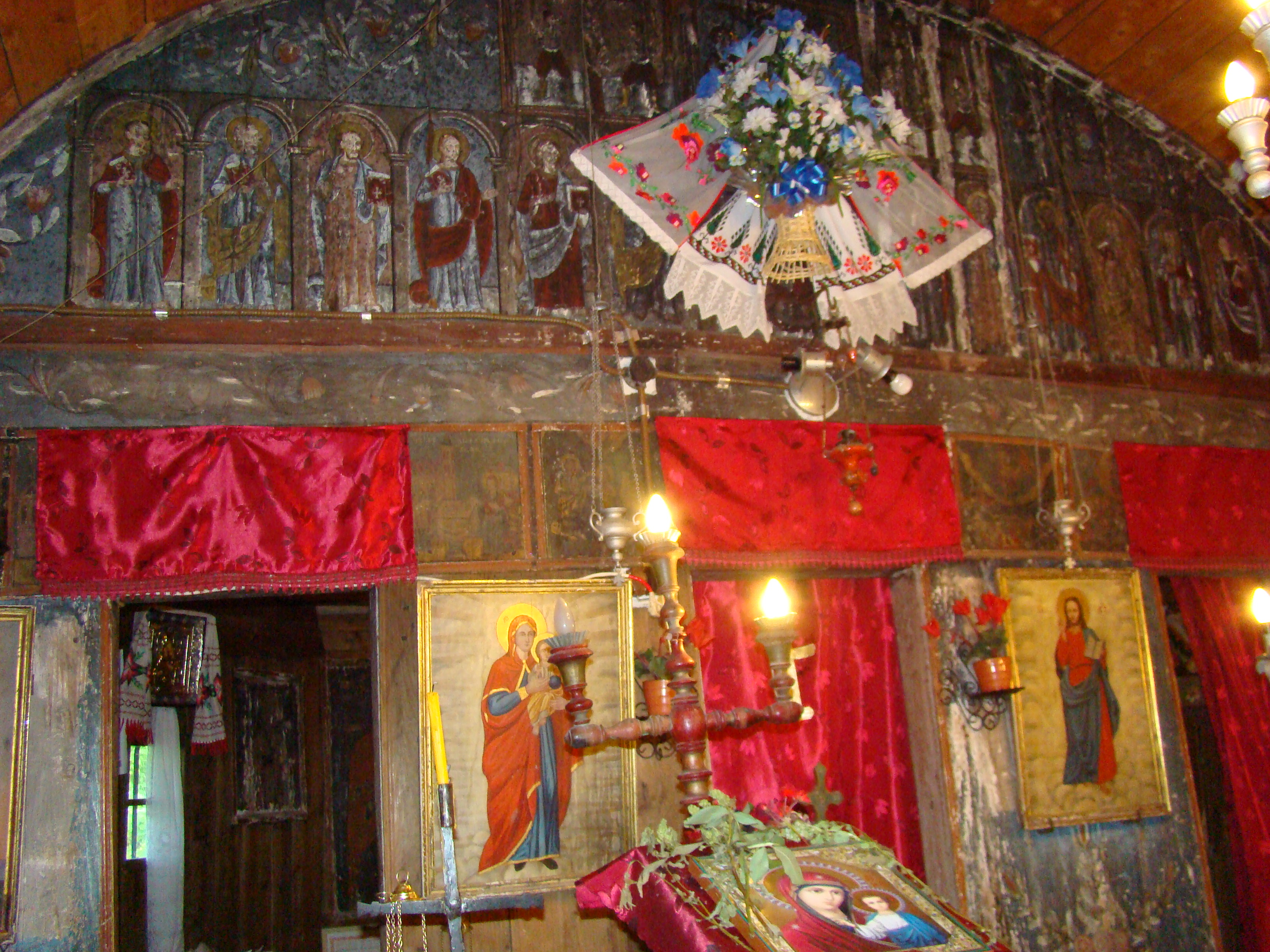
Iconostasul

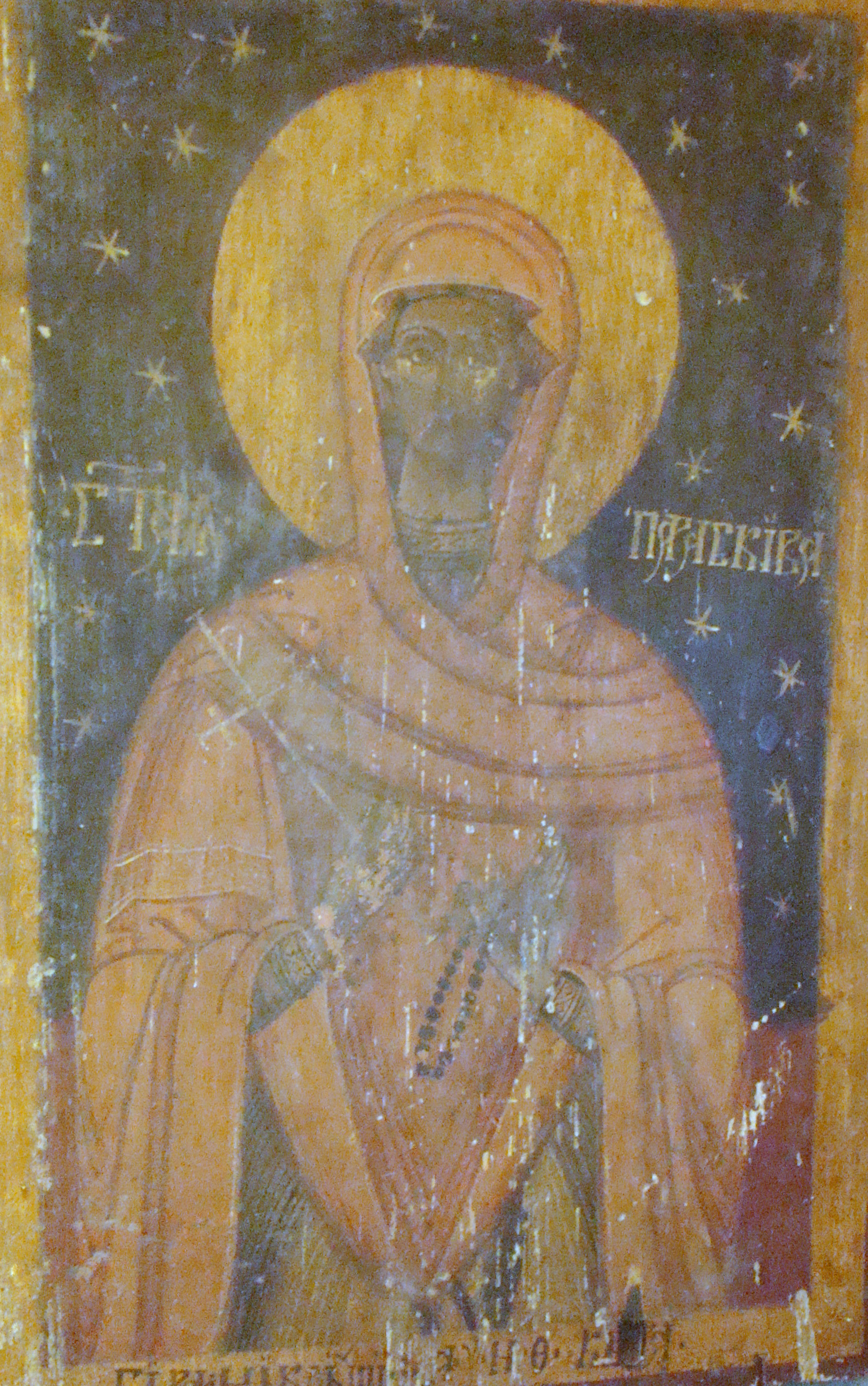
Cuvioasa Paraschiva

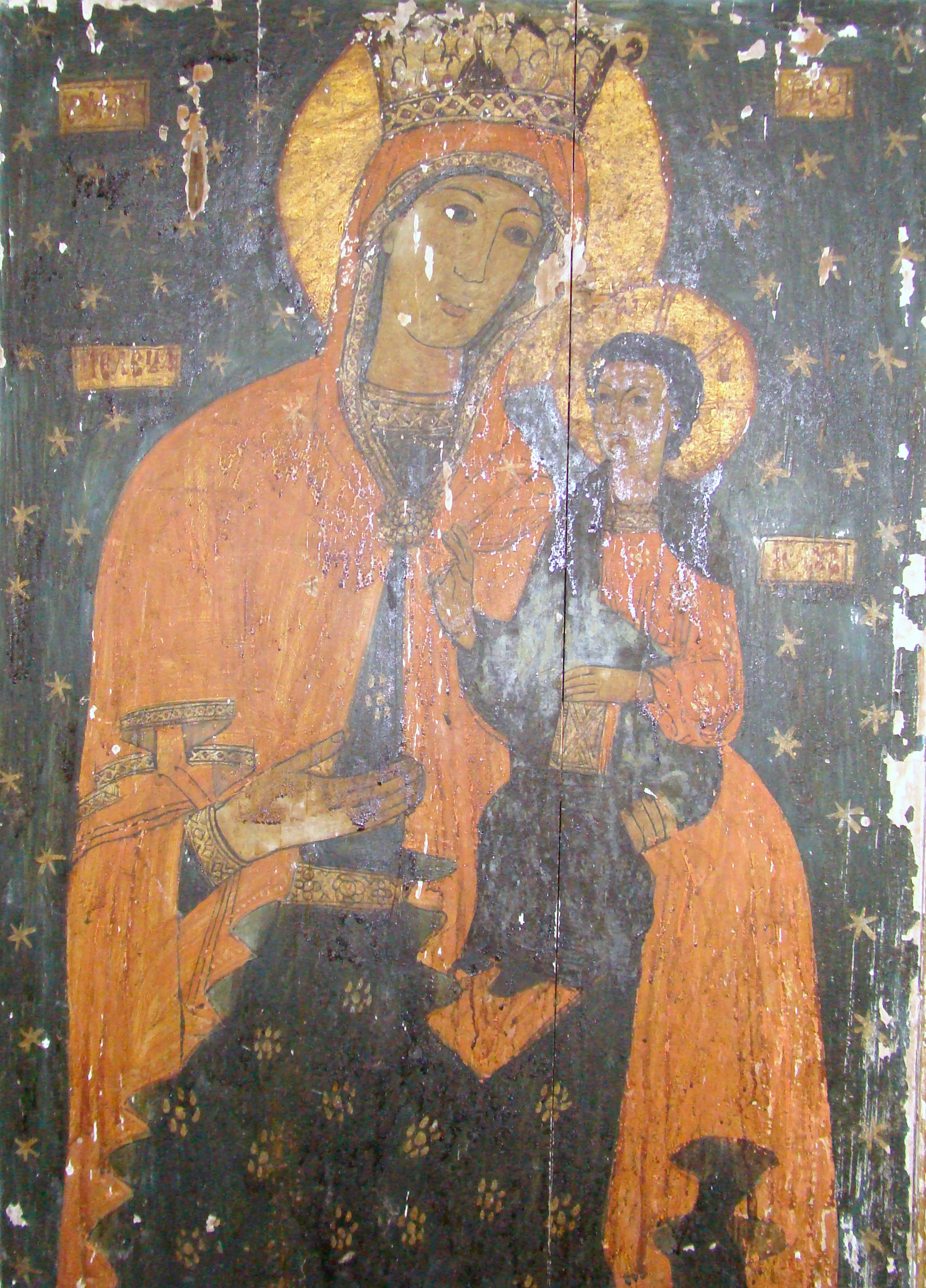
Maica Domnului cu Pruncul

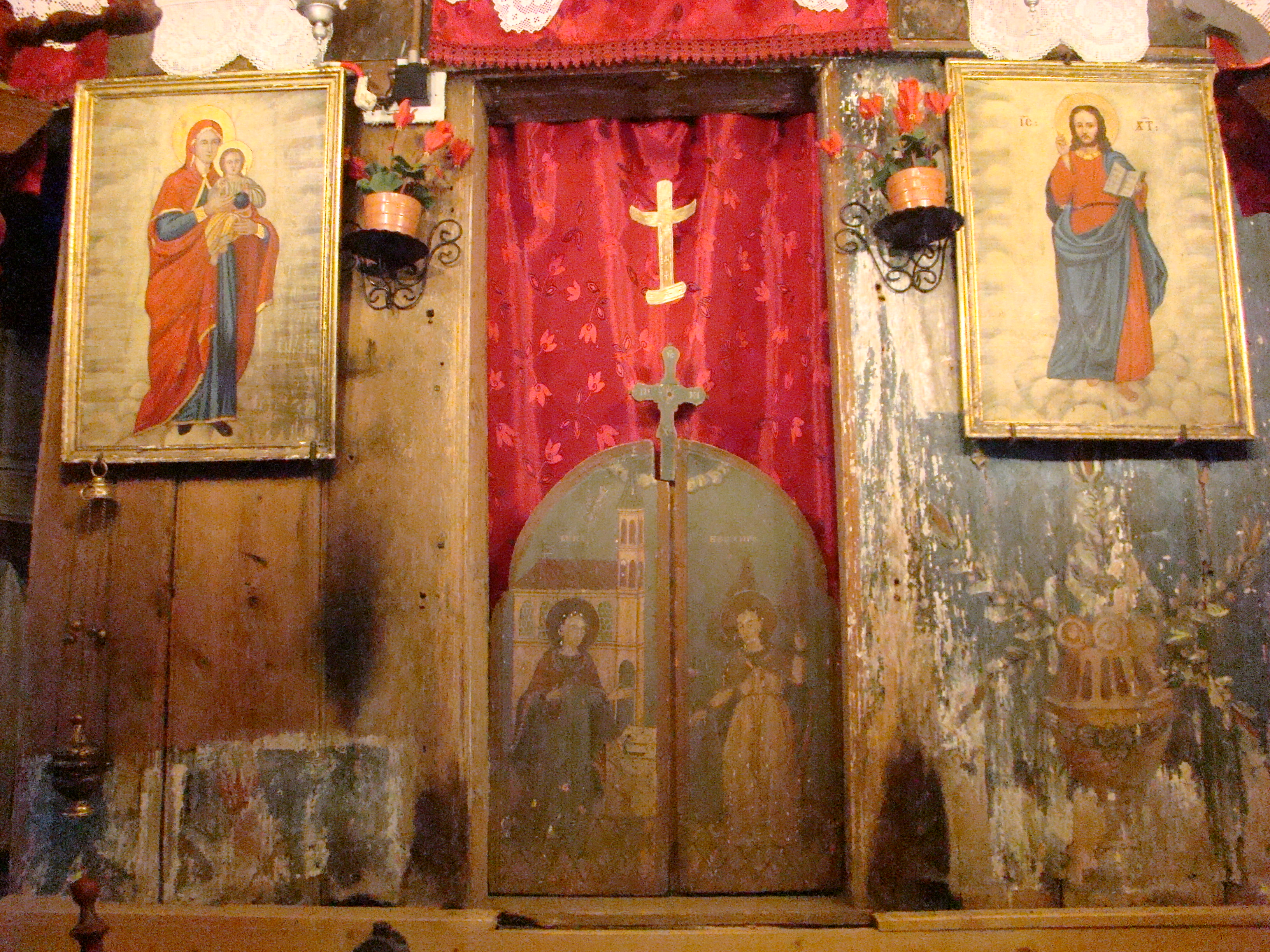
Uși și icoane împărătești

Biserica de lemn din Chergheș, comuna Cârjiți, județul Hunedoara a fost construită la sfârșitul sec.XVII. Are hramul „Sf.Cuvioasă Paraschiva” (14 octombrie). Figurează pe lista monumentelor istorice, cod LMI HD-II-m-A-03291.

## Istoric și trăsături
La limita nord-estică a „Țării Pădurenilor”, în satul Chergheș, din comuna Cârjiți, se găsește o altă biserică de lemn cu hramul „Cuvioasa Paraschiva”. Lăcașul a fost ridicat la sfârșitul secolului al XVII-lea, vechime confirmată de includerea sa în tabelele conscripțiilor din anii 1733, 1750, 1761-1762, 1805 și 1829-1831 și pe harta iosefină a Transilvaniei (1769-1773). Este compus dintr-un altar nedecroșat, poligonal, în trei laturi și un naos de proporții reduse, ambele boltite semicilndric, cărora li se adaugă un pronaos tăvănit, suprapus de un turn-clopotniță scund, cu foișor deschis și coif piramidal, învelit în tablă.
Lăcașul, acoperit cu eternită, a fost supus de-a lungul timpului mai multor reparații. Cea mai însemnată s-a desfășurat pe la mijlocul secolului al XIX-lea, fiind pusă în legătură cu un antimis dăruit de marele ierarh Andrei Șaguna în anul 1855. Pereții interiori sunt căptușiți cu scânduri, sub care se ascund, probabil, fragmente picturale de factură postbrâncovenească, înrudite în acest caz, cu unele dintre icoanele tâmplei, executate, în anul 1792, de unul din zugravii de la Rădulești, Mihail sau Nicolae; alte icoane poartă semnăturile pictorilor bisericești Pascam/Pascu („Pascam zugrav 19 august 1774”) și Gheorghe din Nandru („Pentru sfânta biserică greco-ortodoxă comuna Chergheș, preot d-lui Ioan Popovici, la anul Domnului 1882, zugravit de Giorgiu de Nandra).

## Imagini din exterior

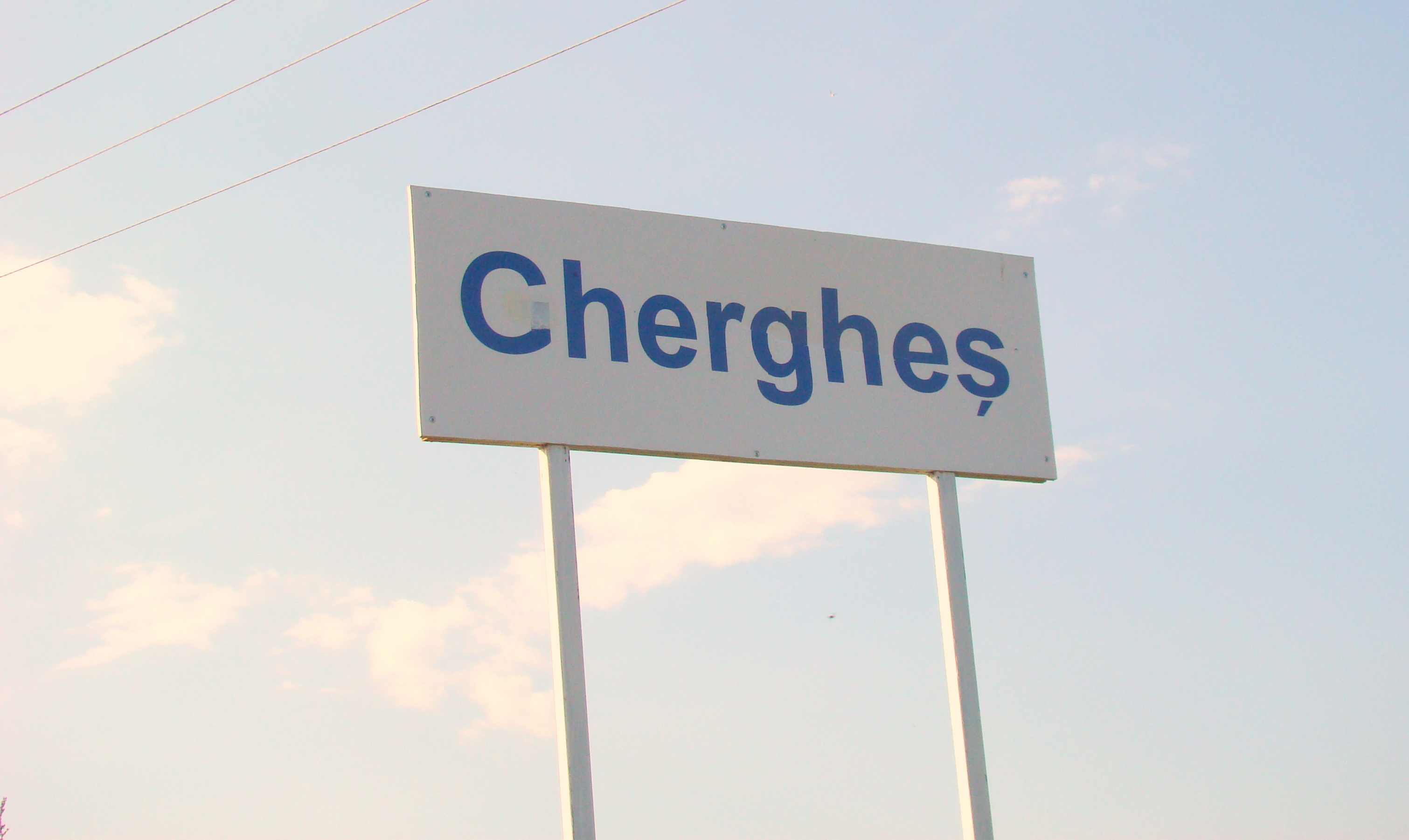
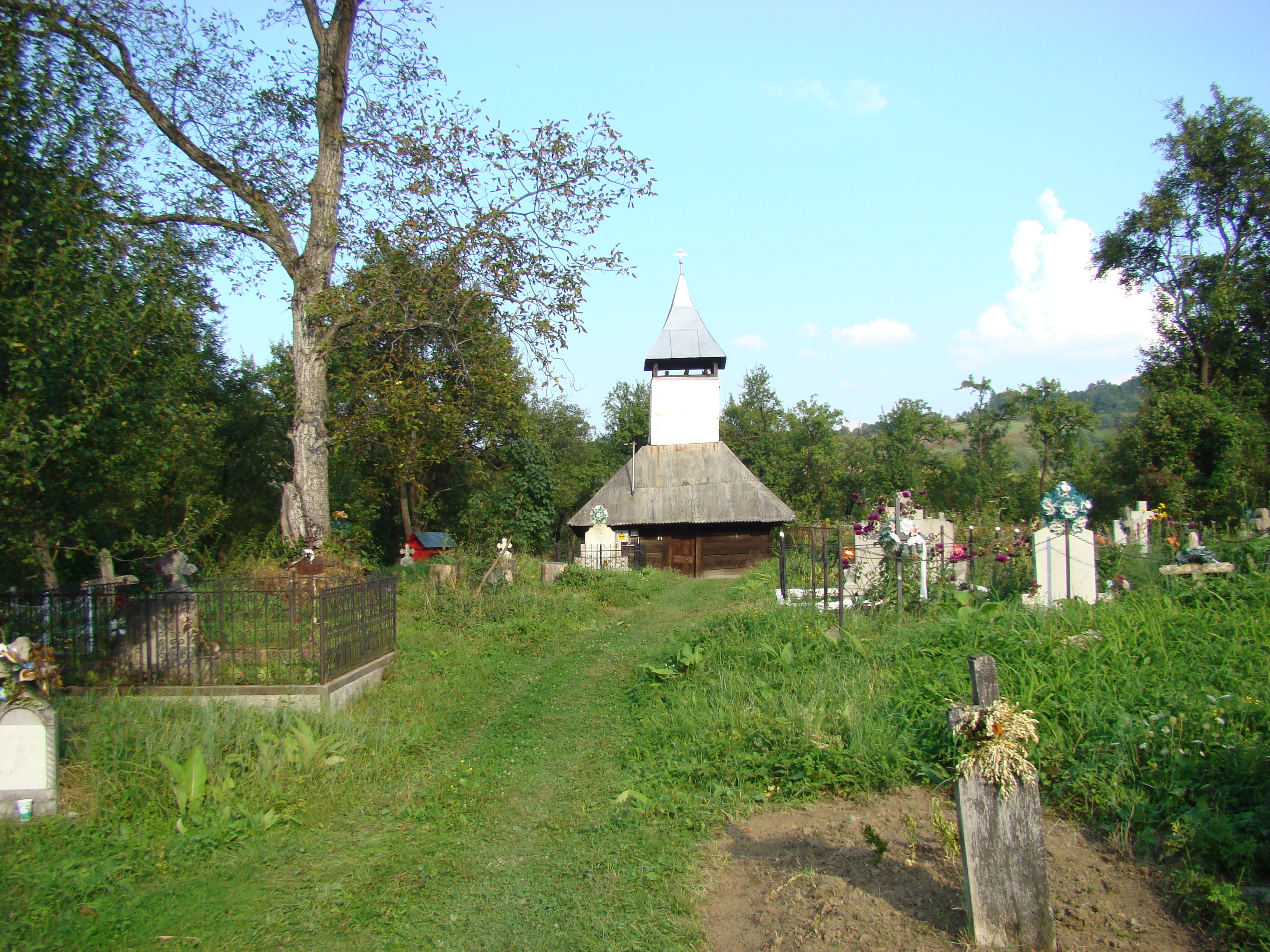
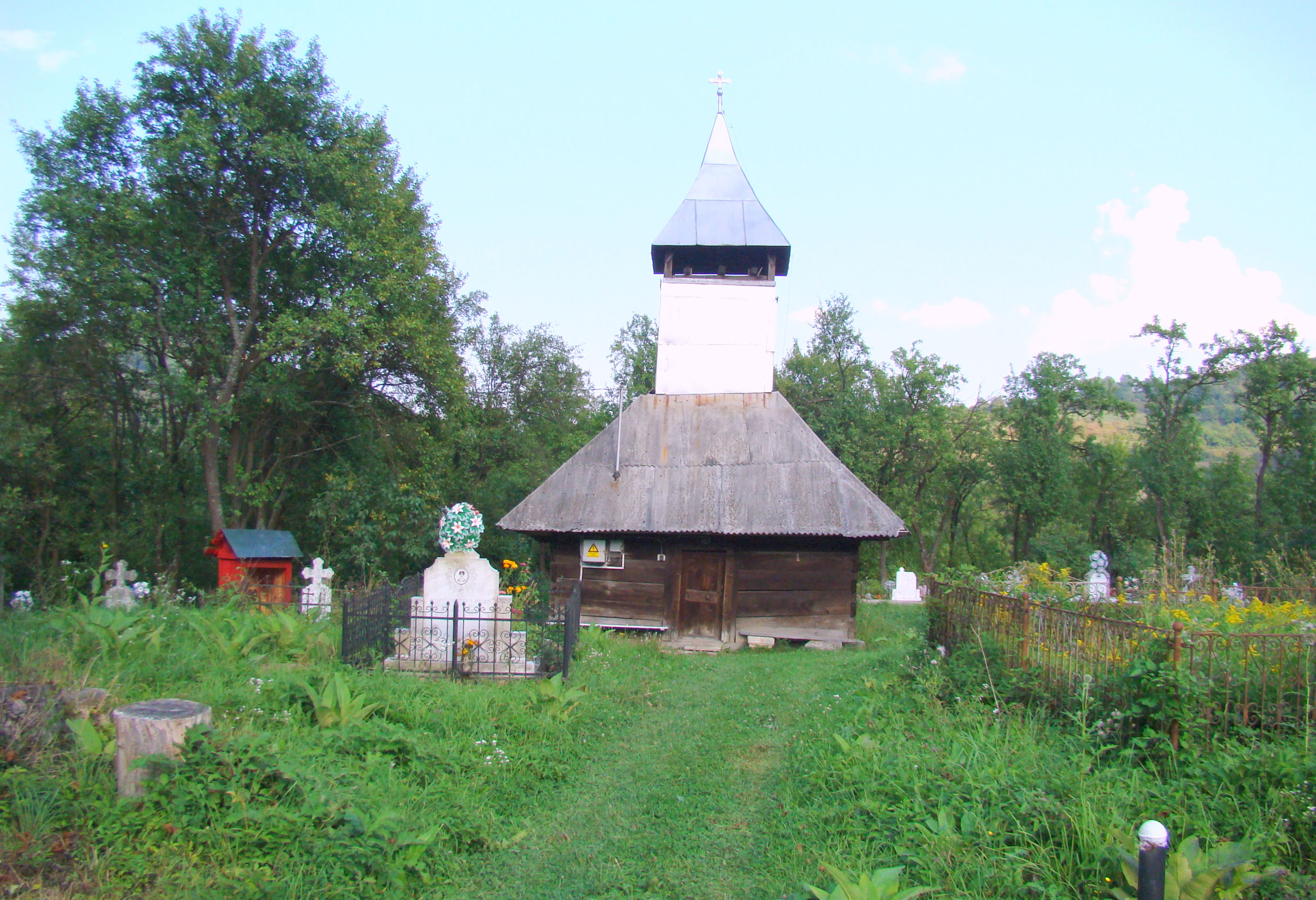
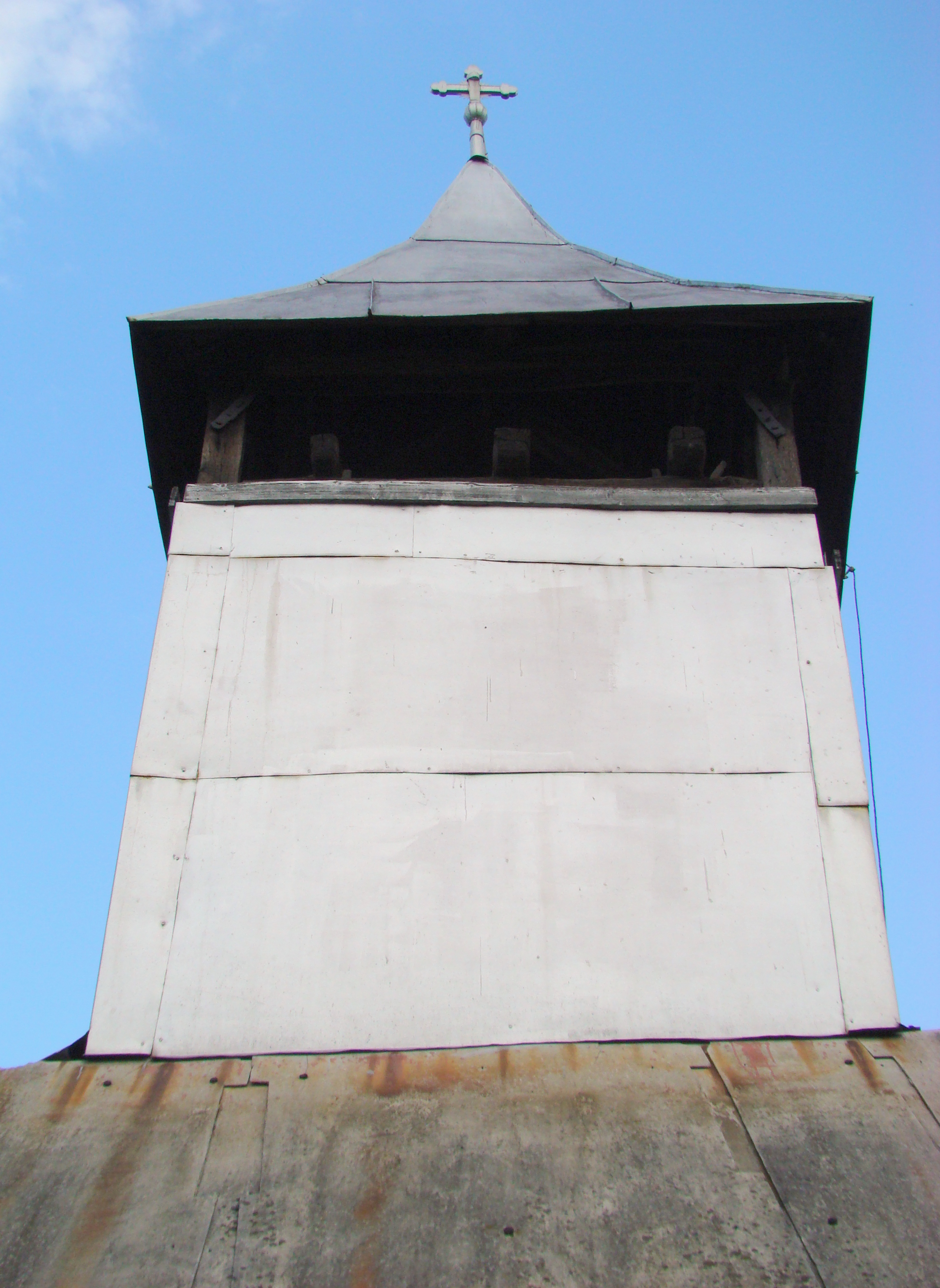
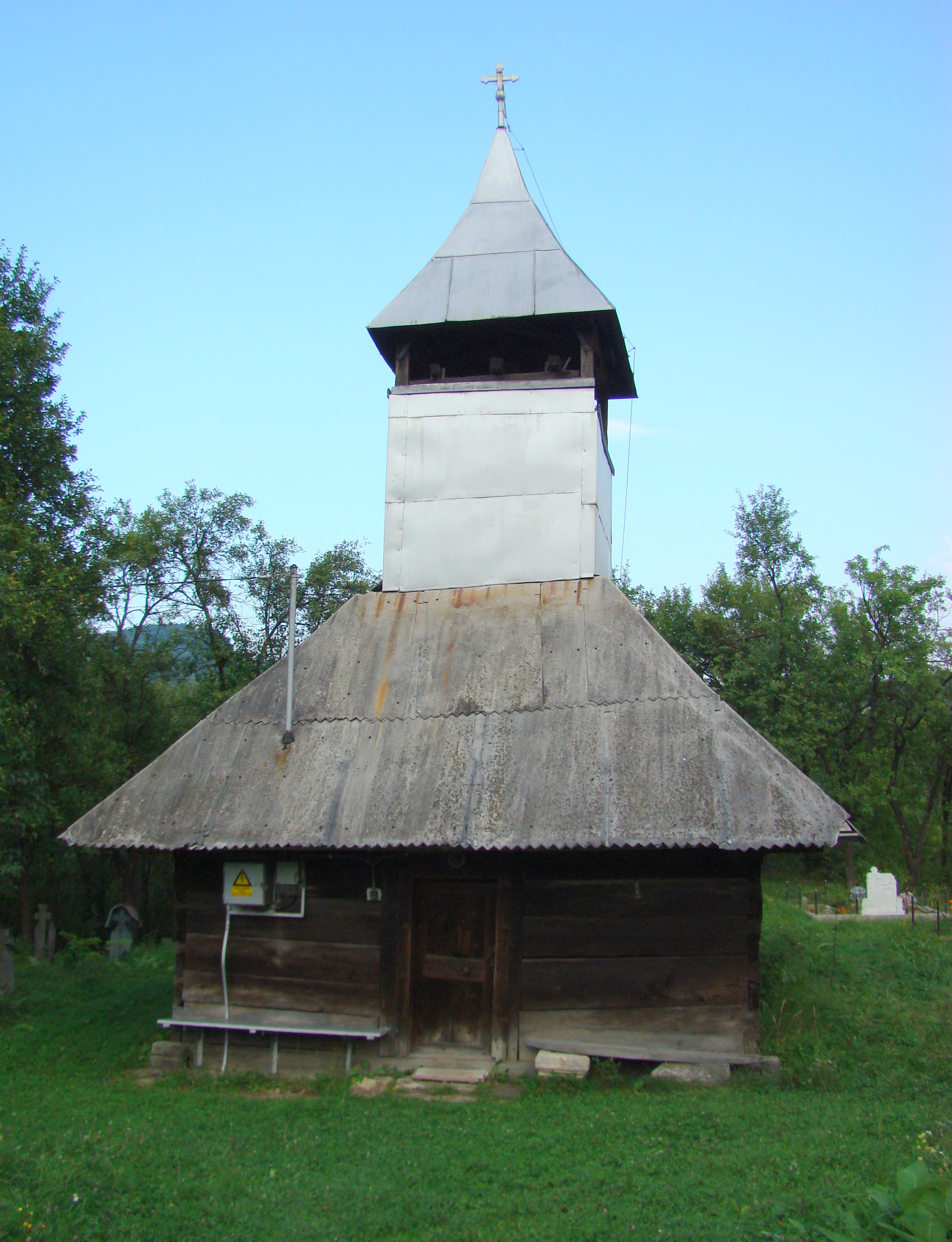
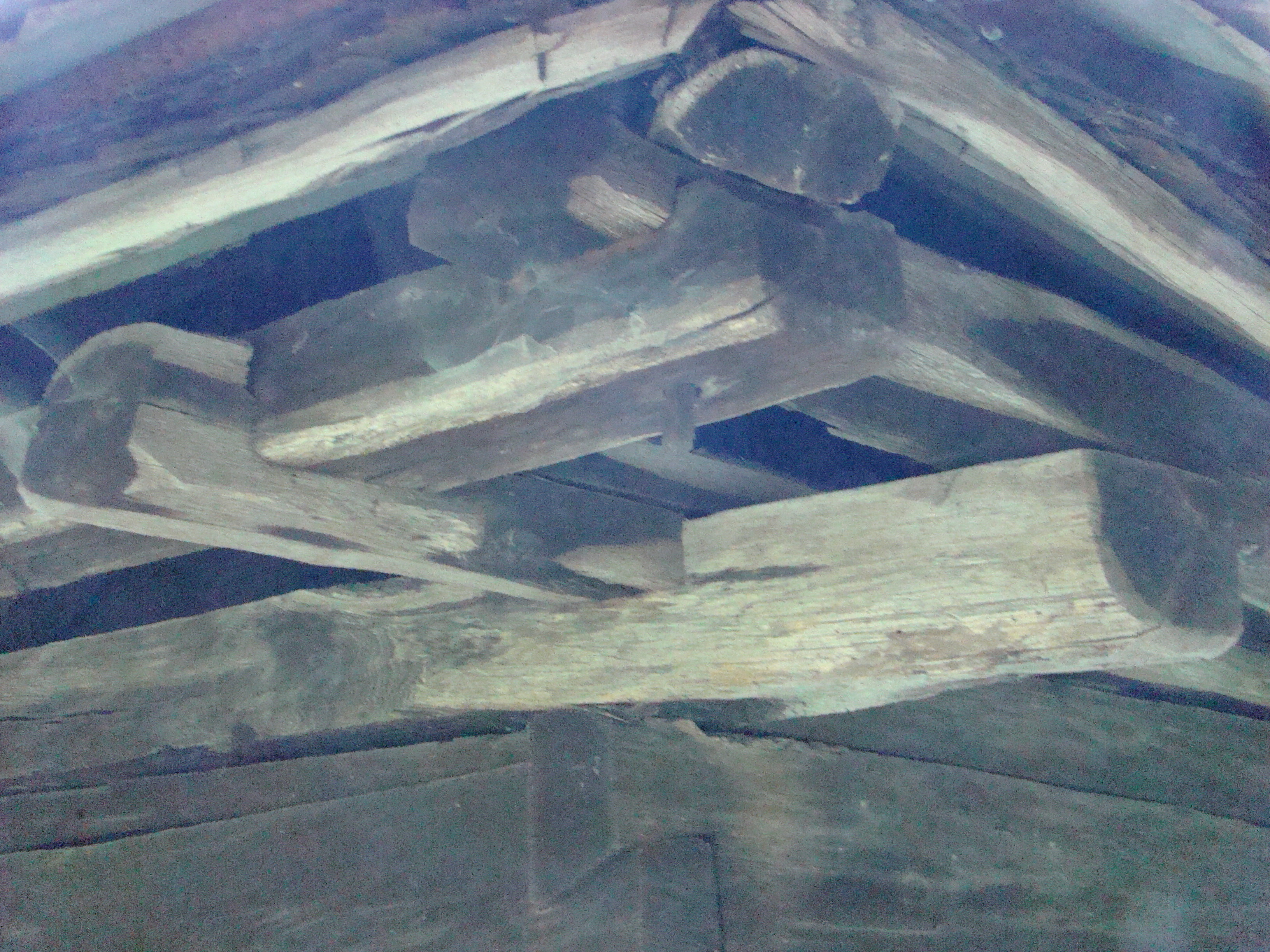
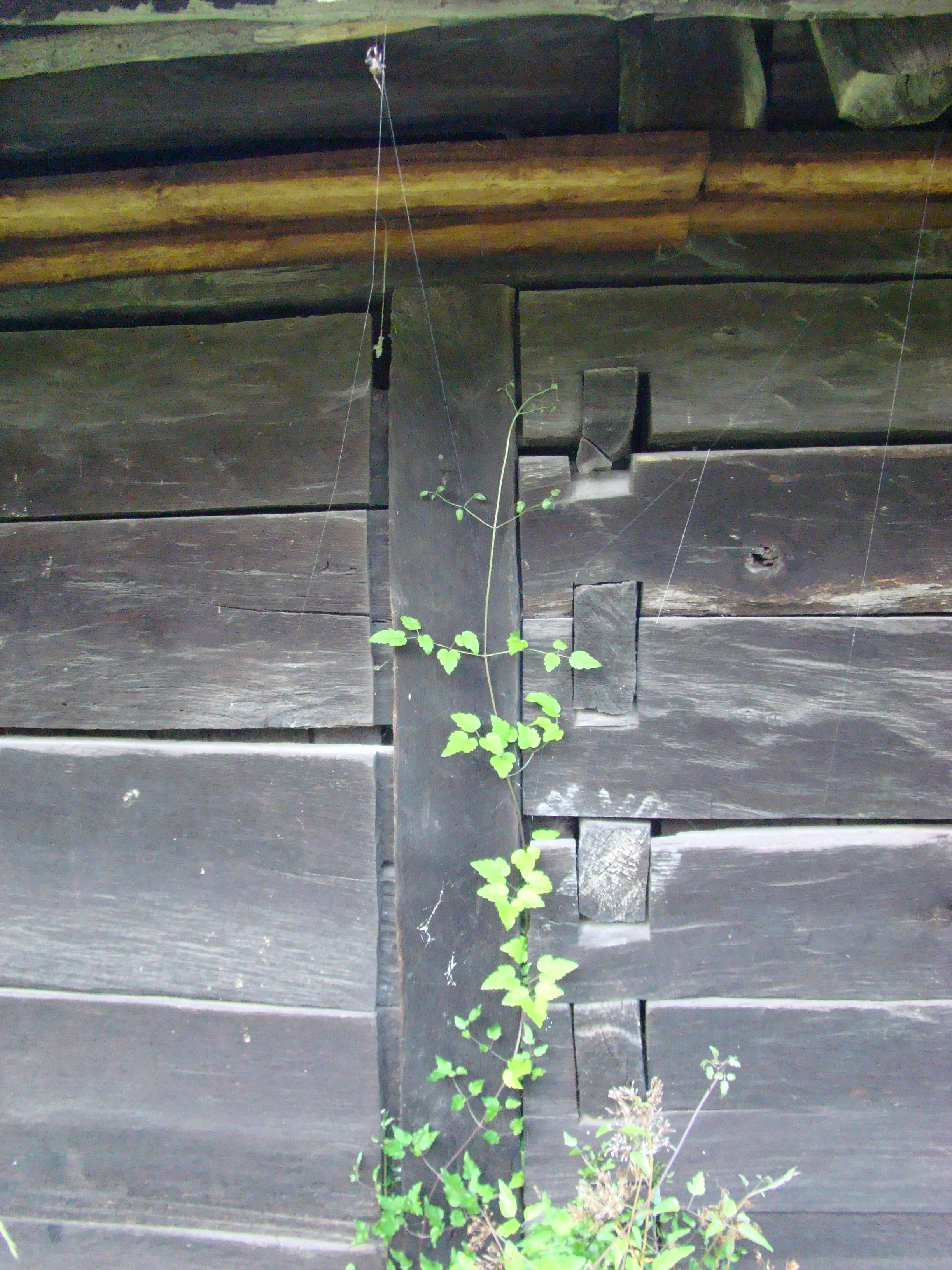
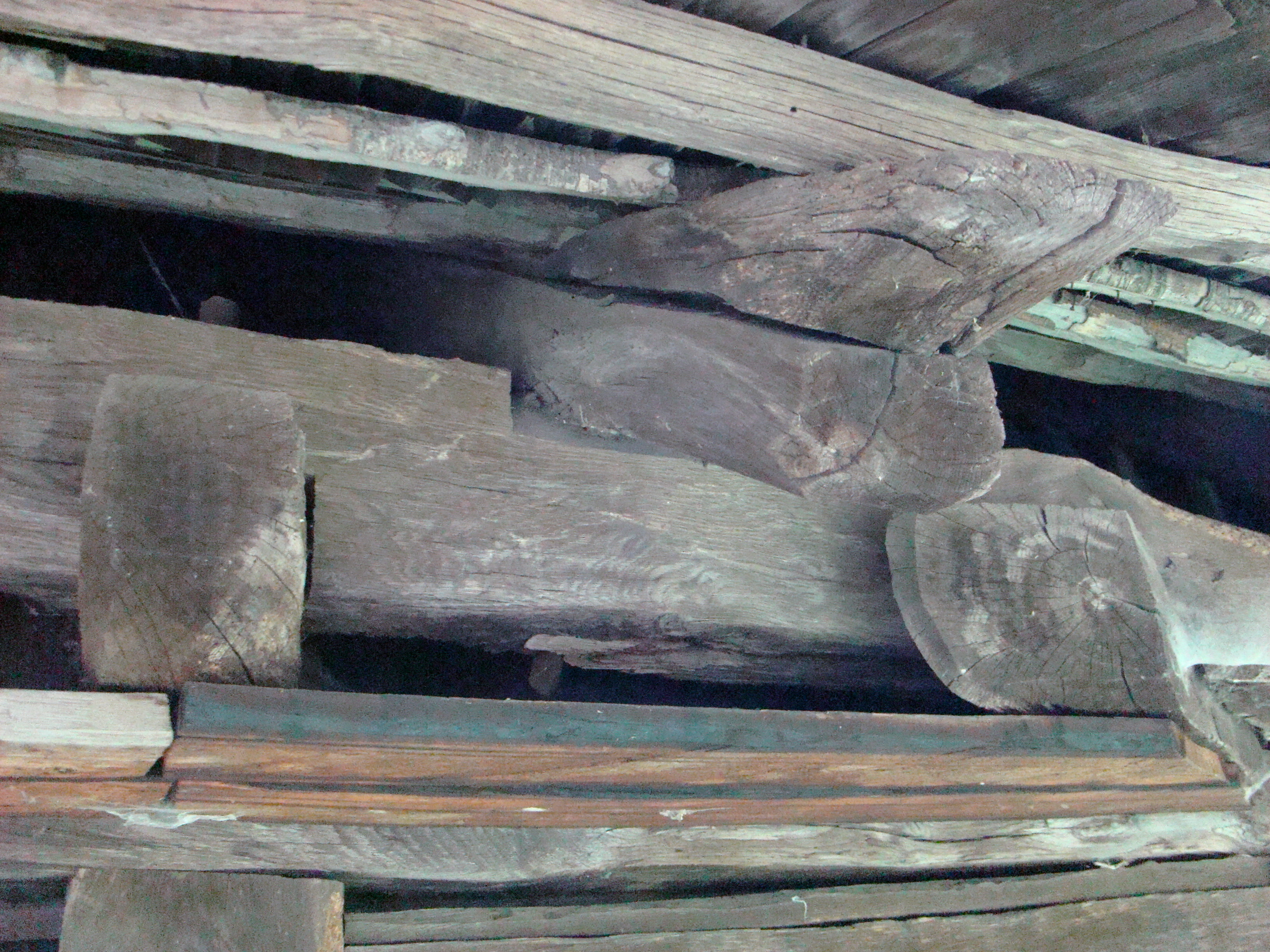
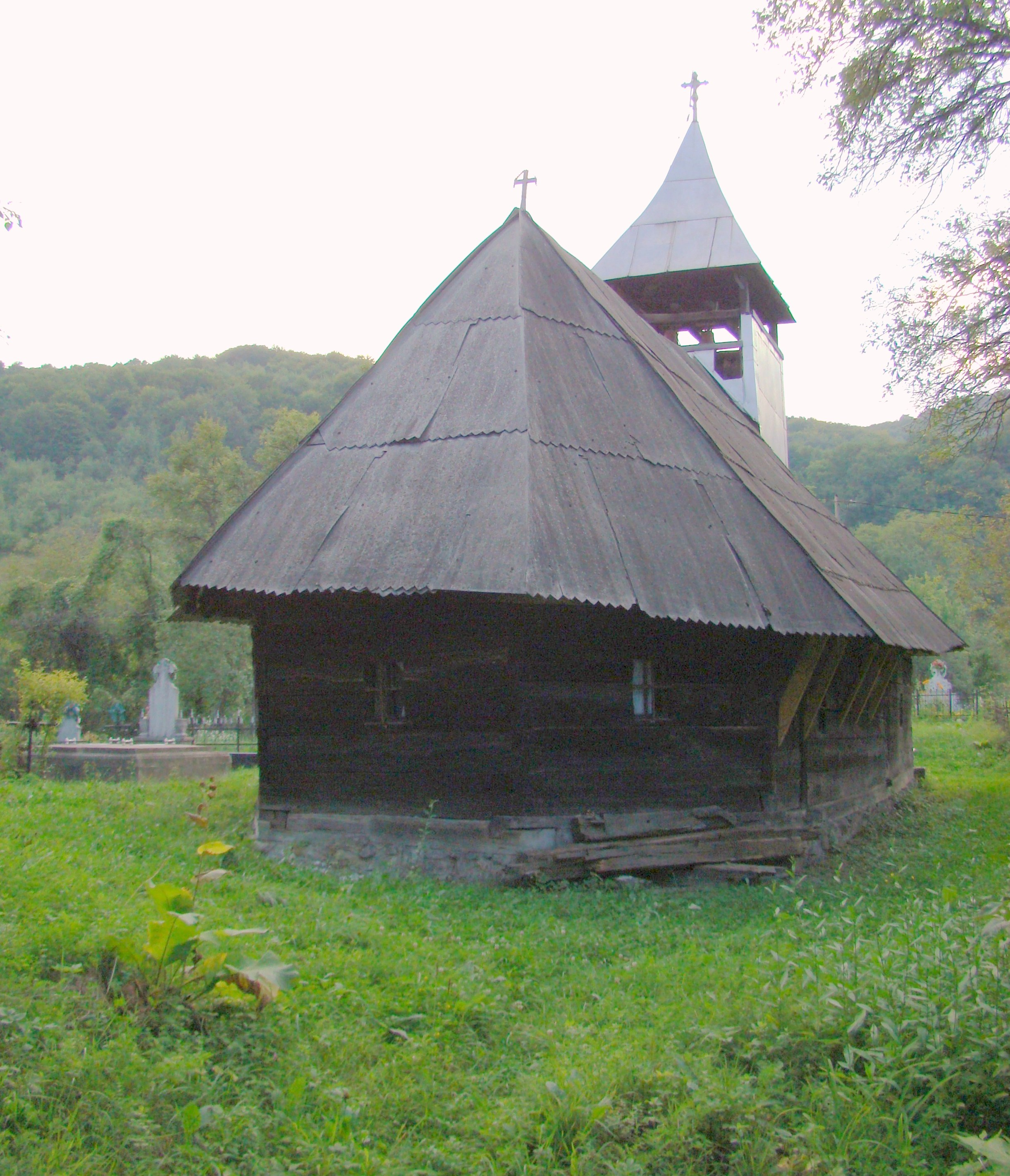
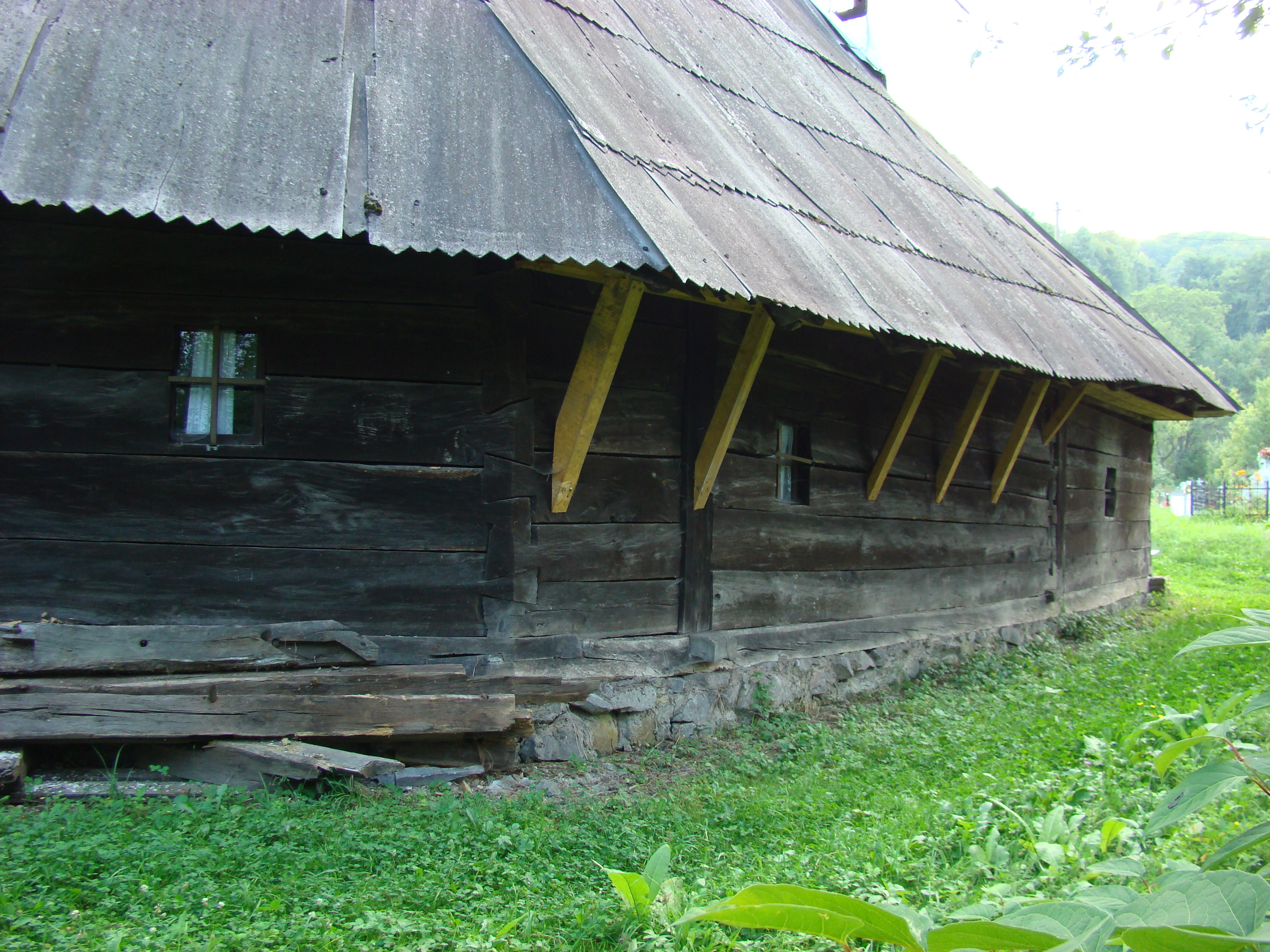
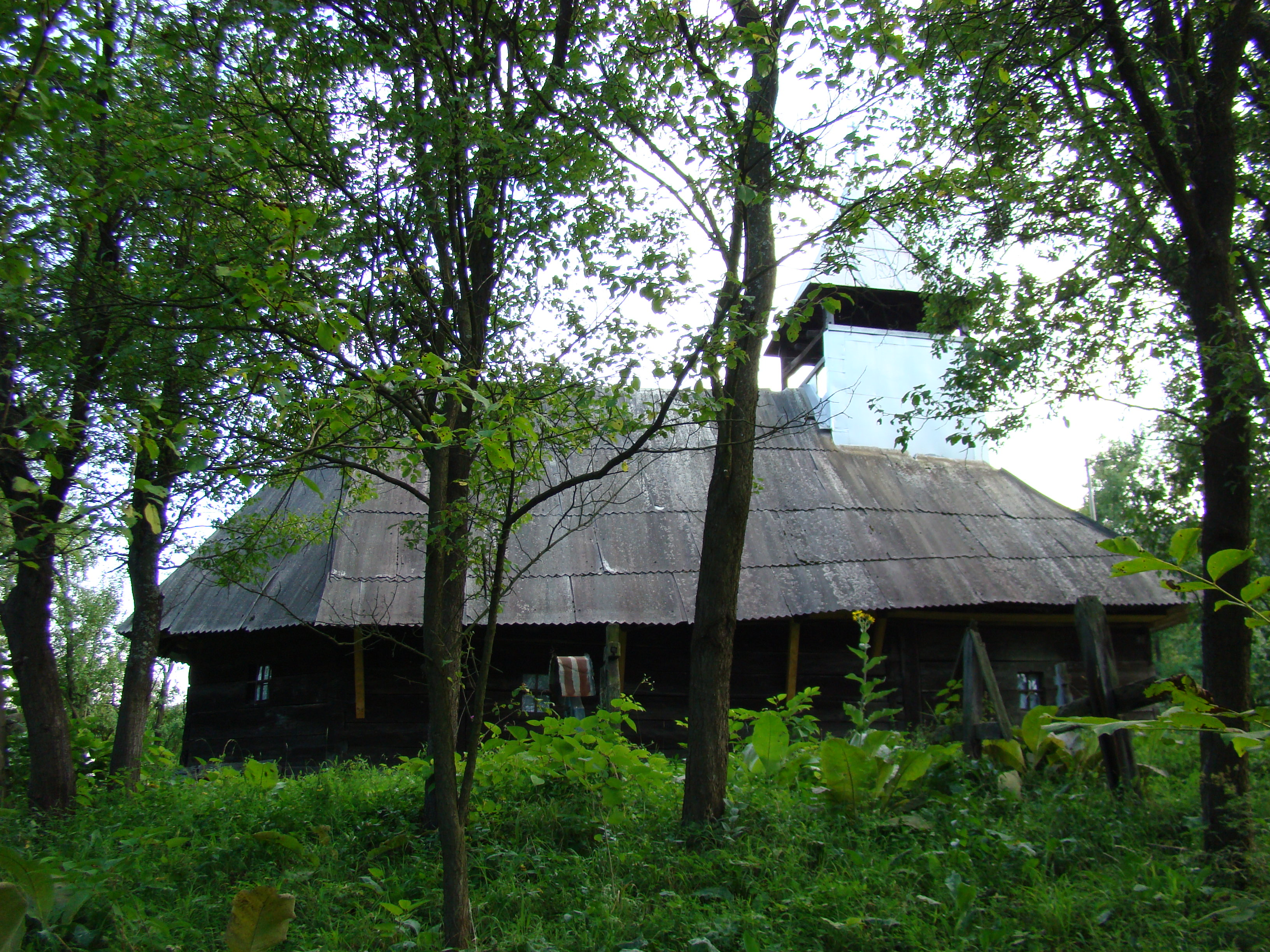
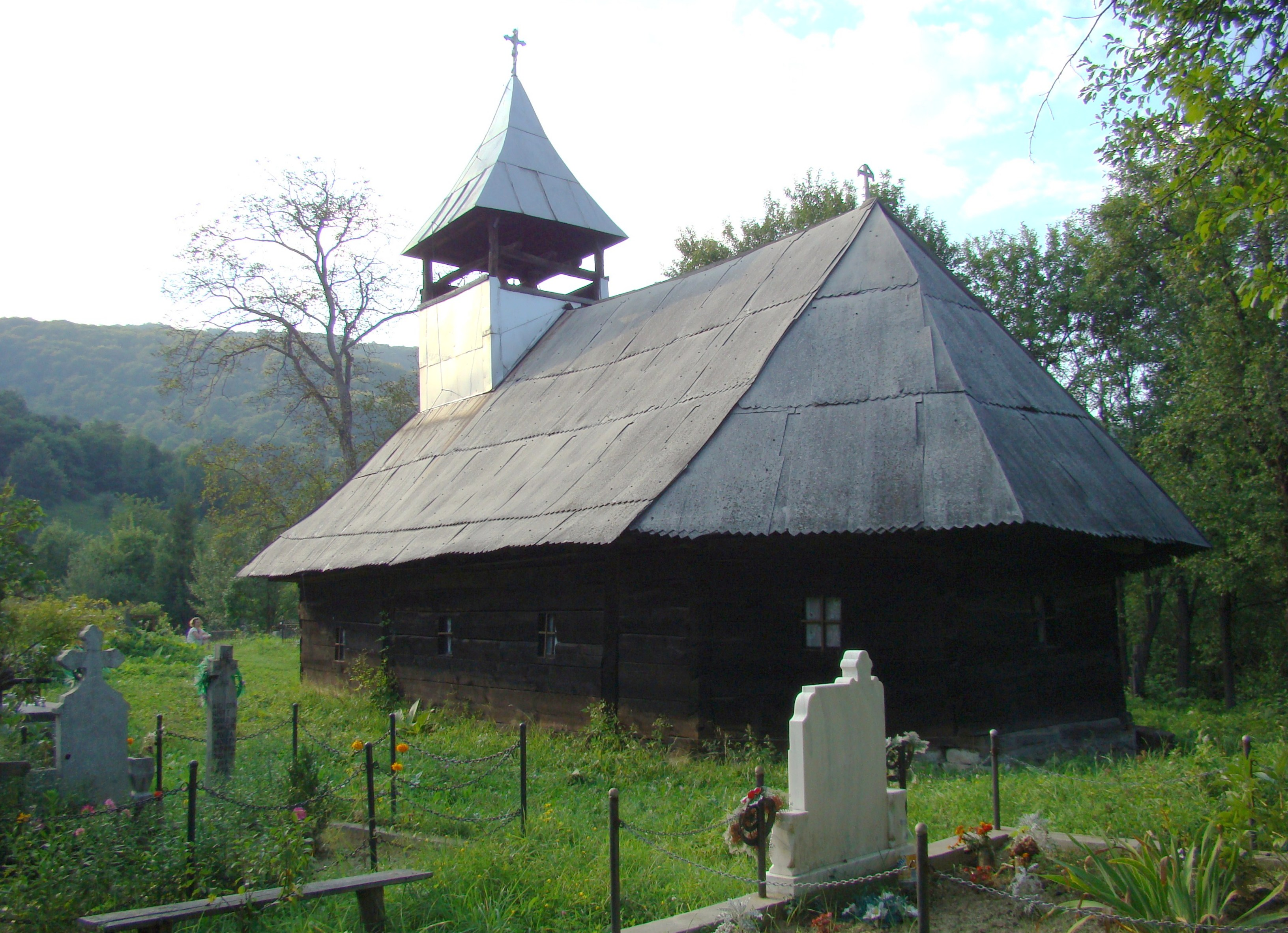
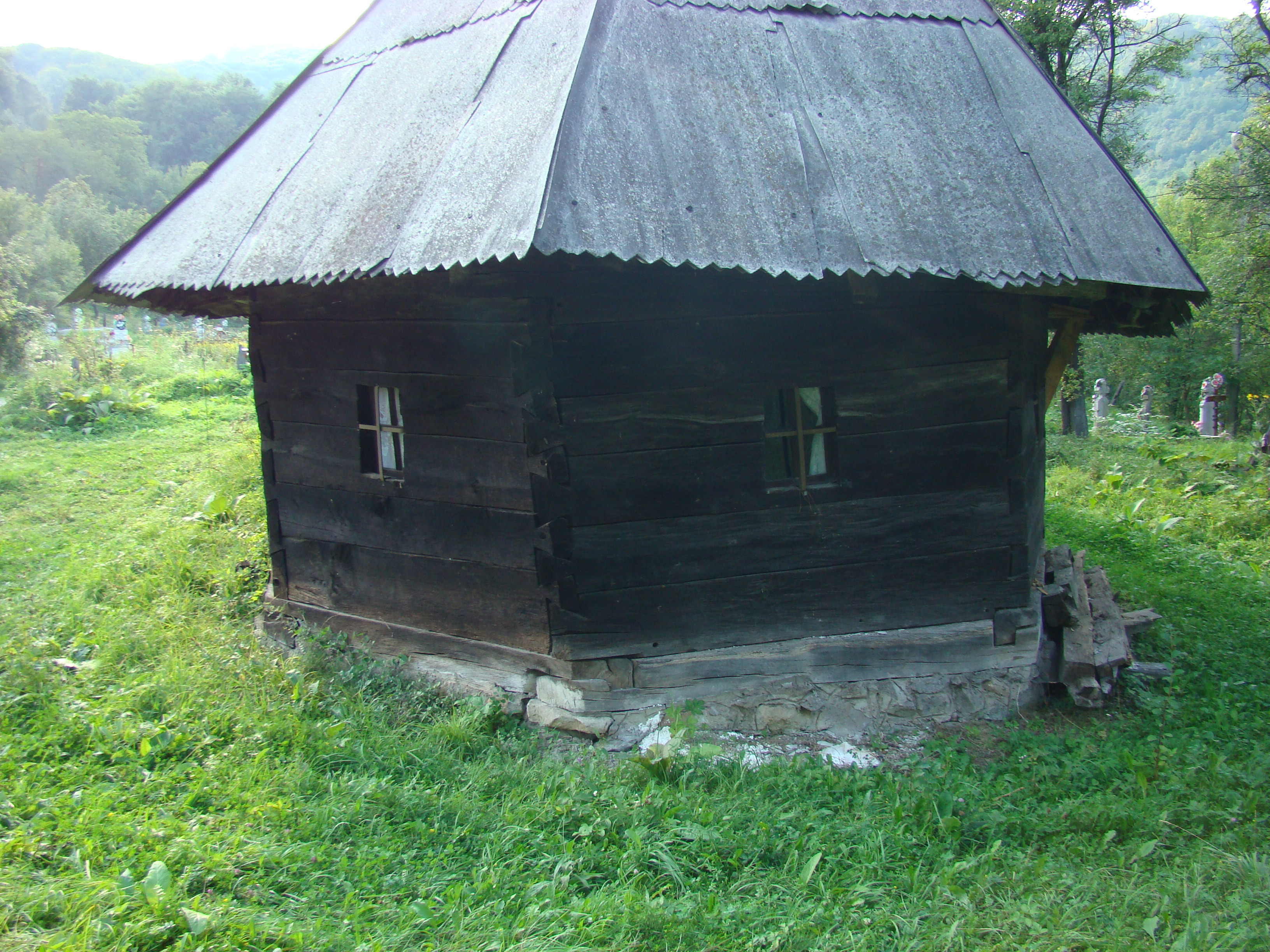
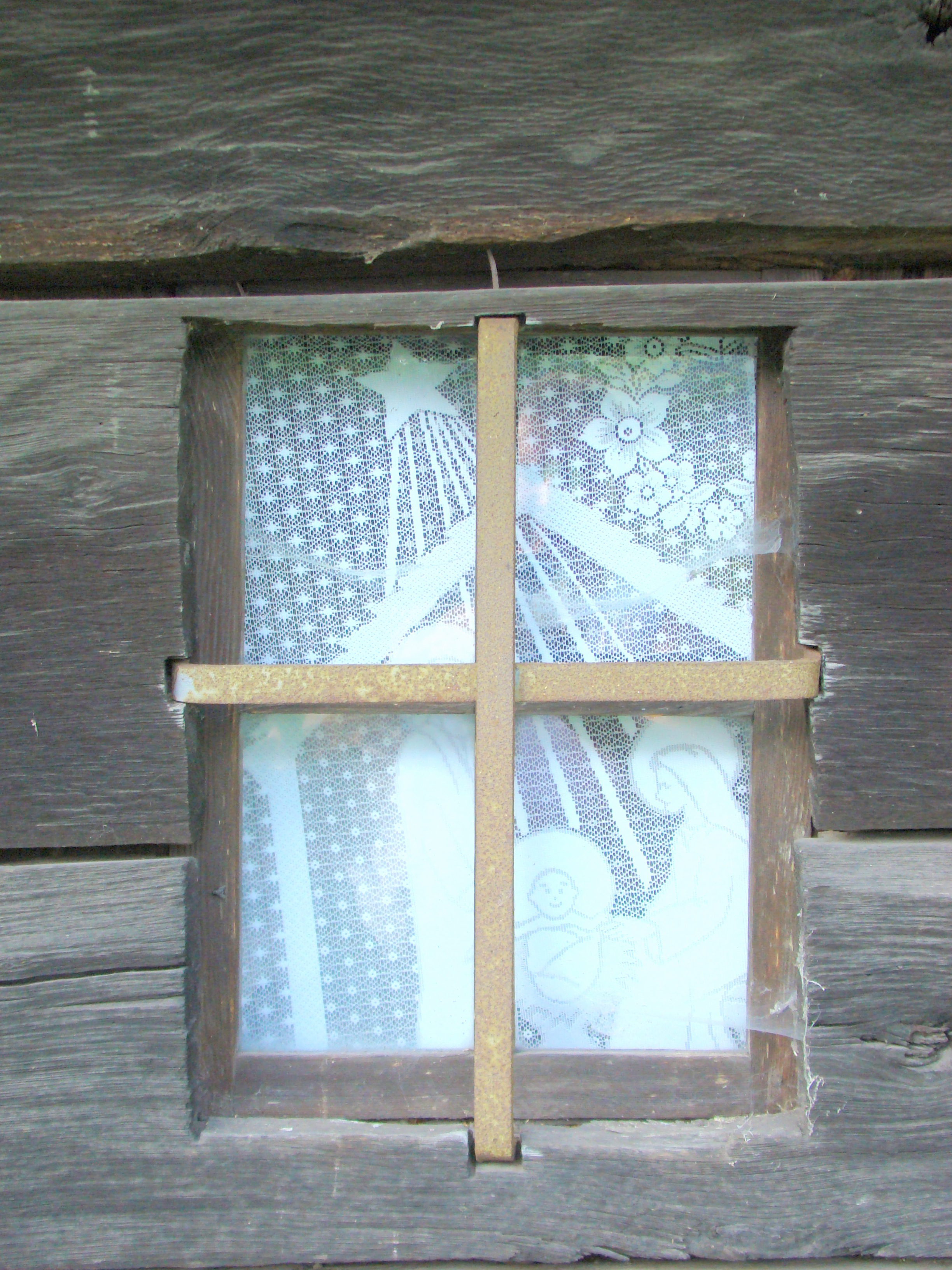
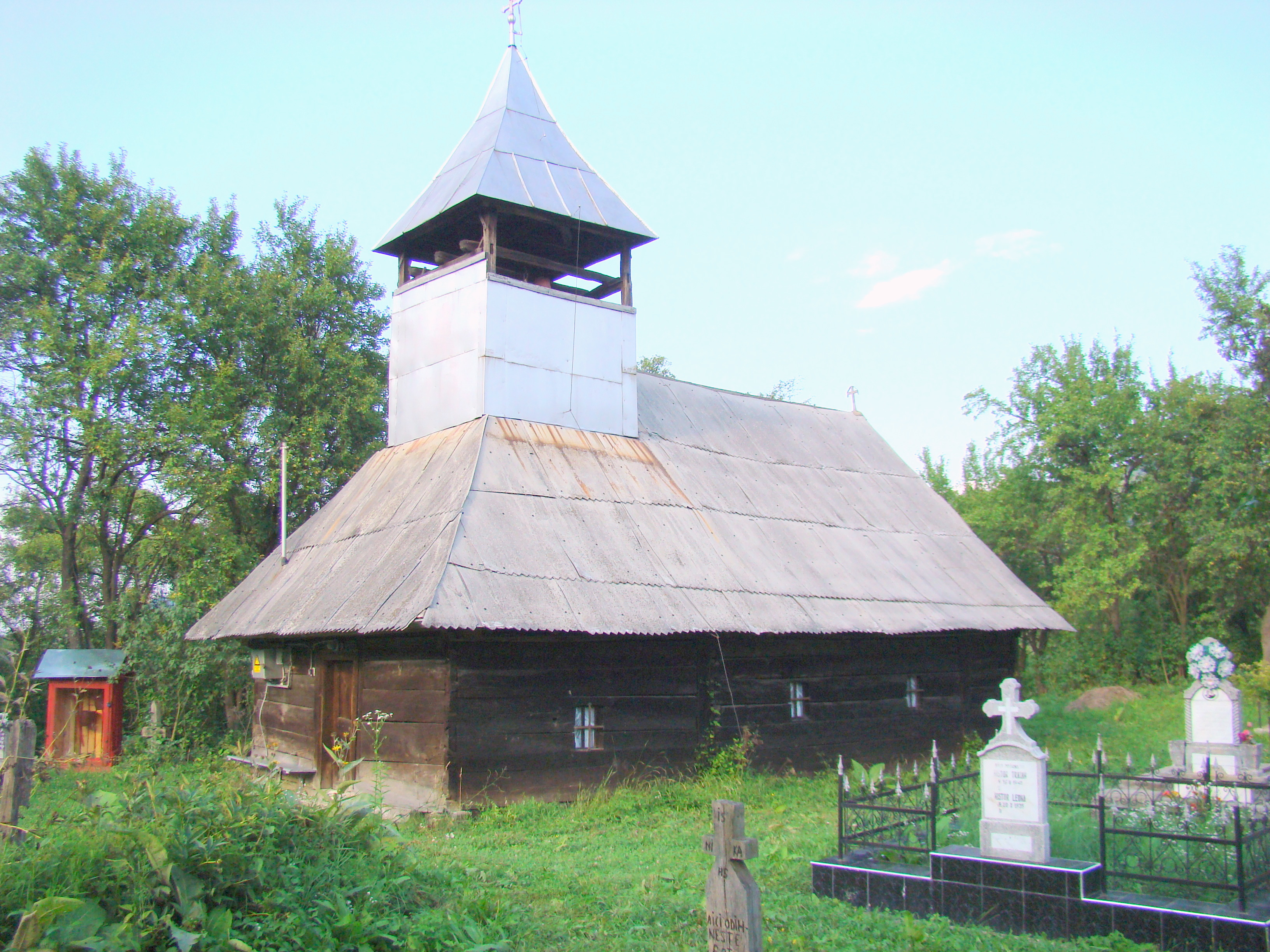
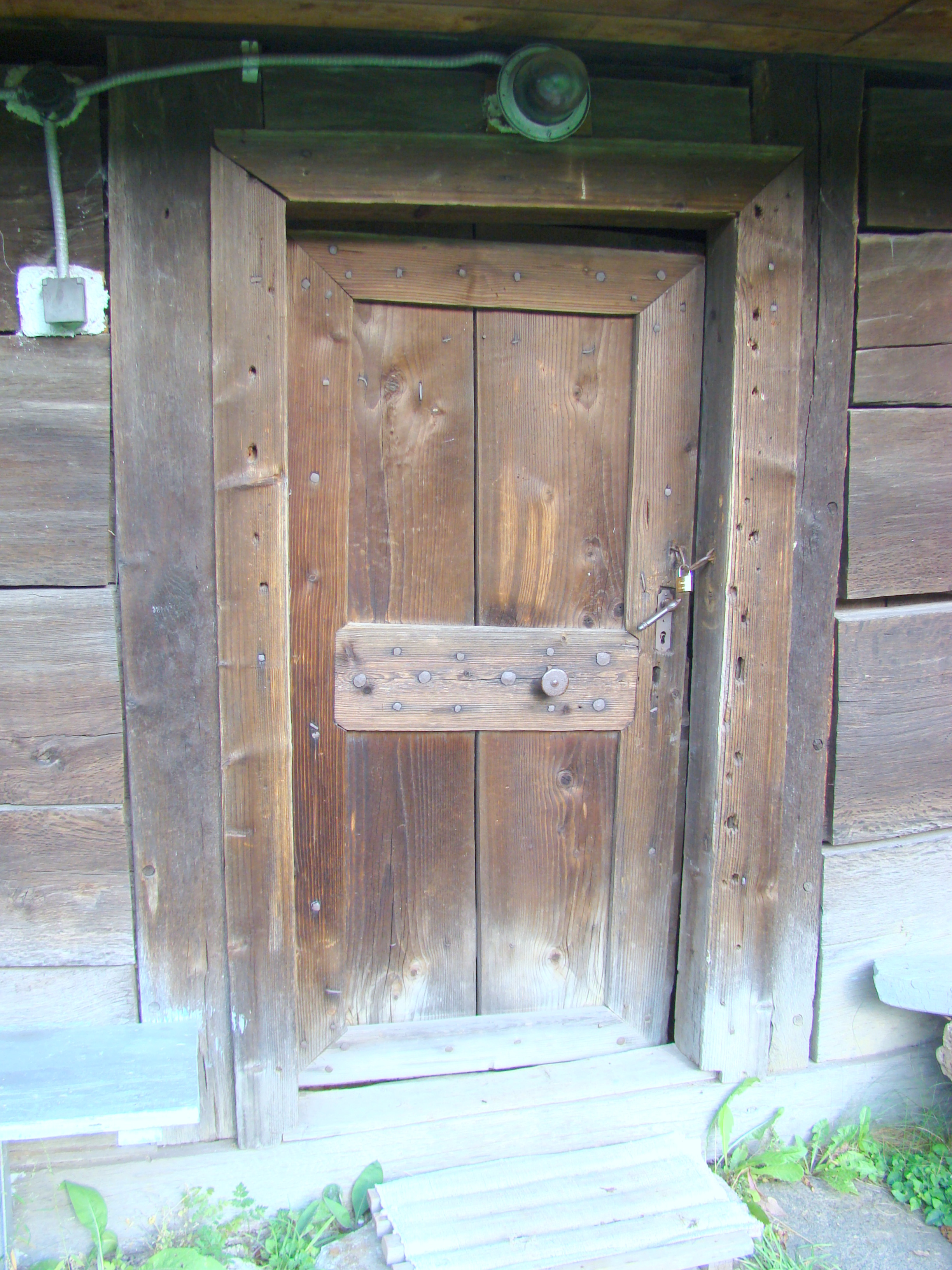
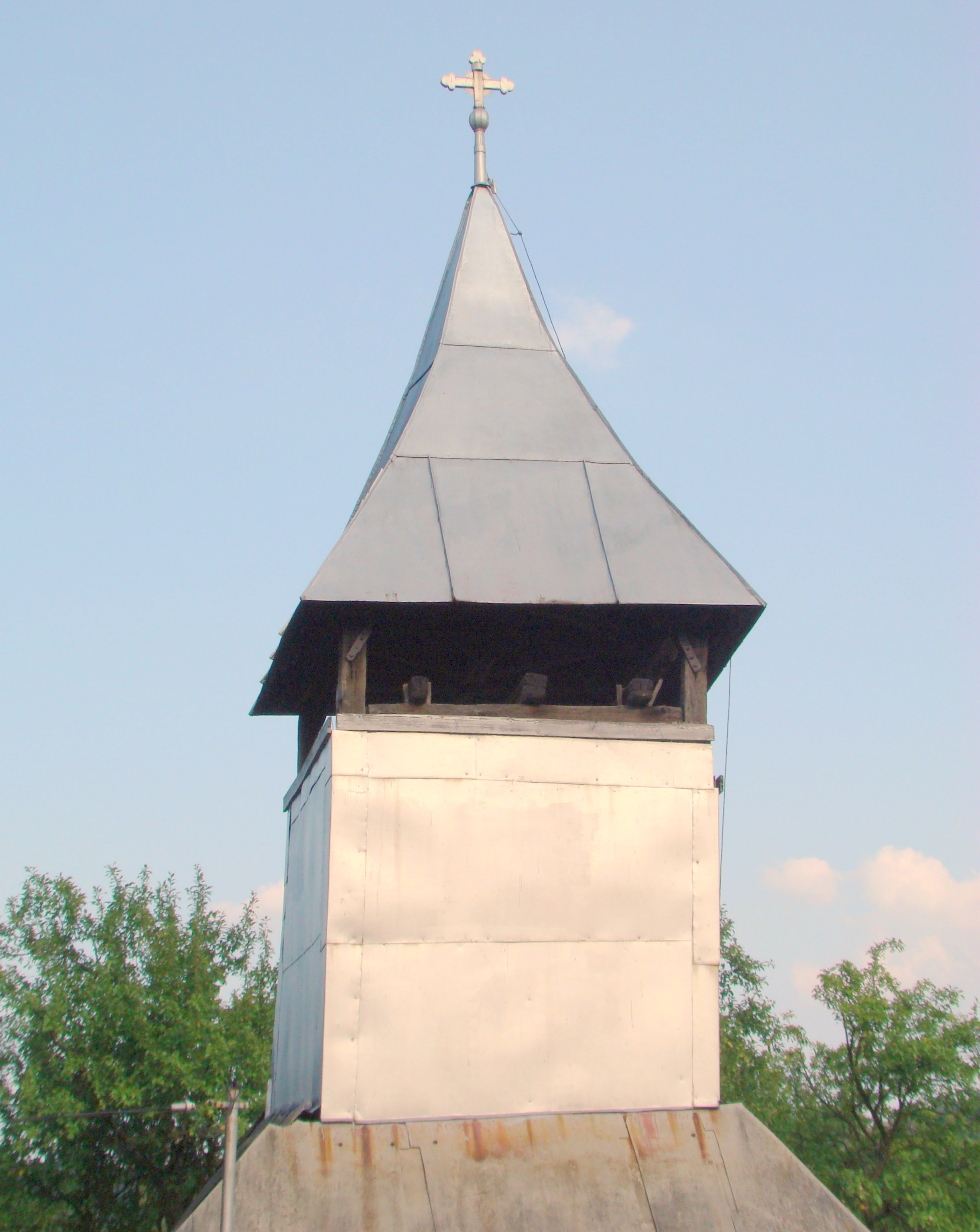

## Imagini din interior

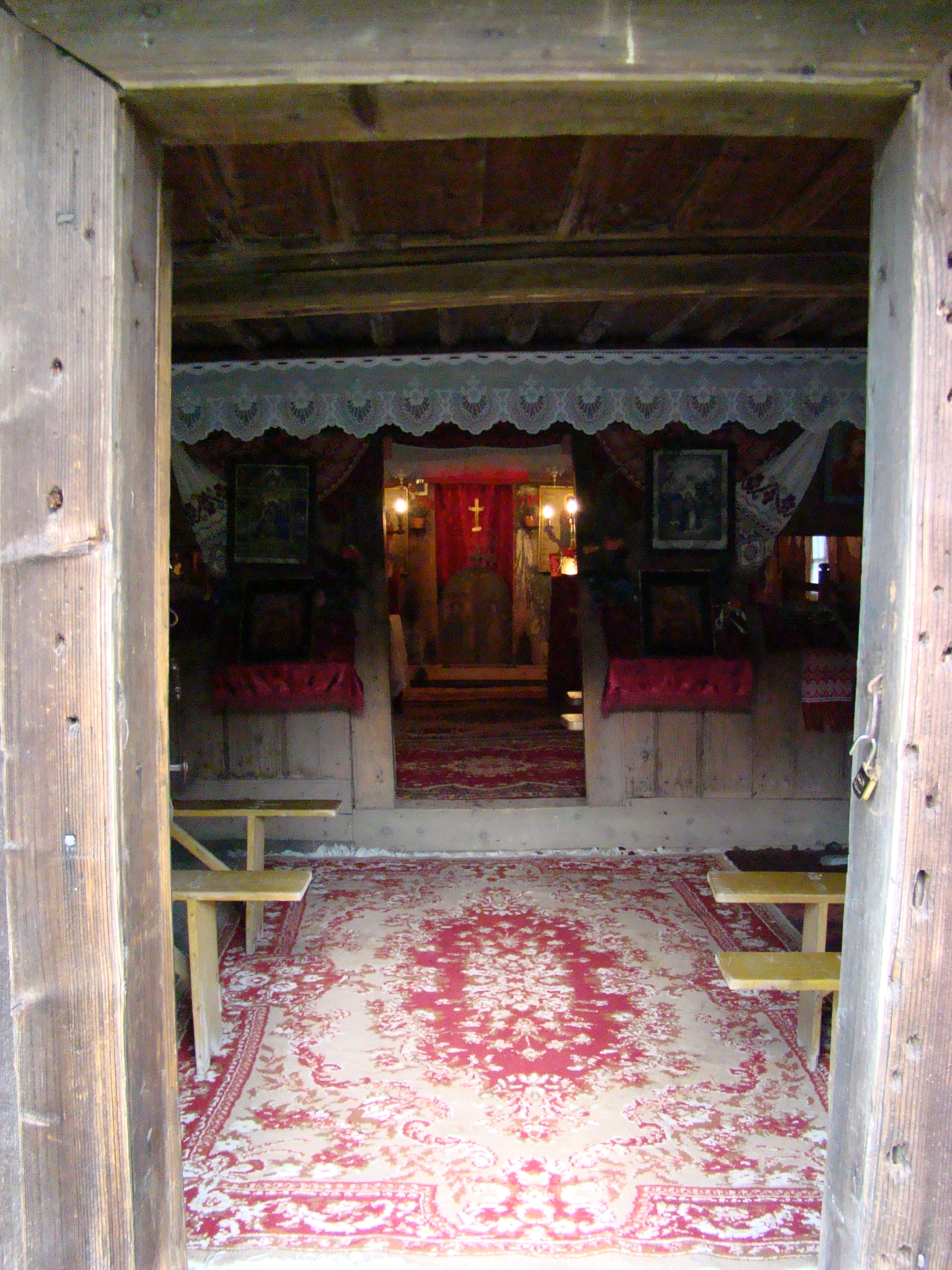
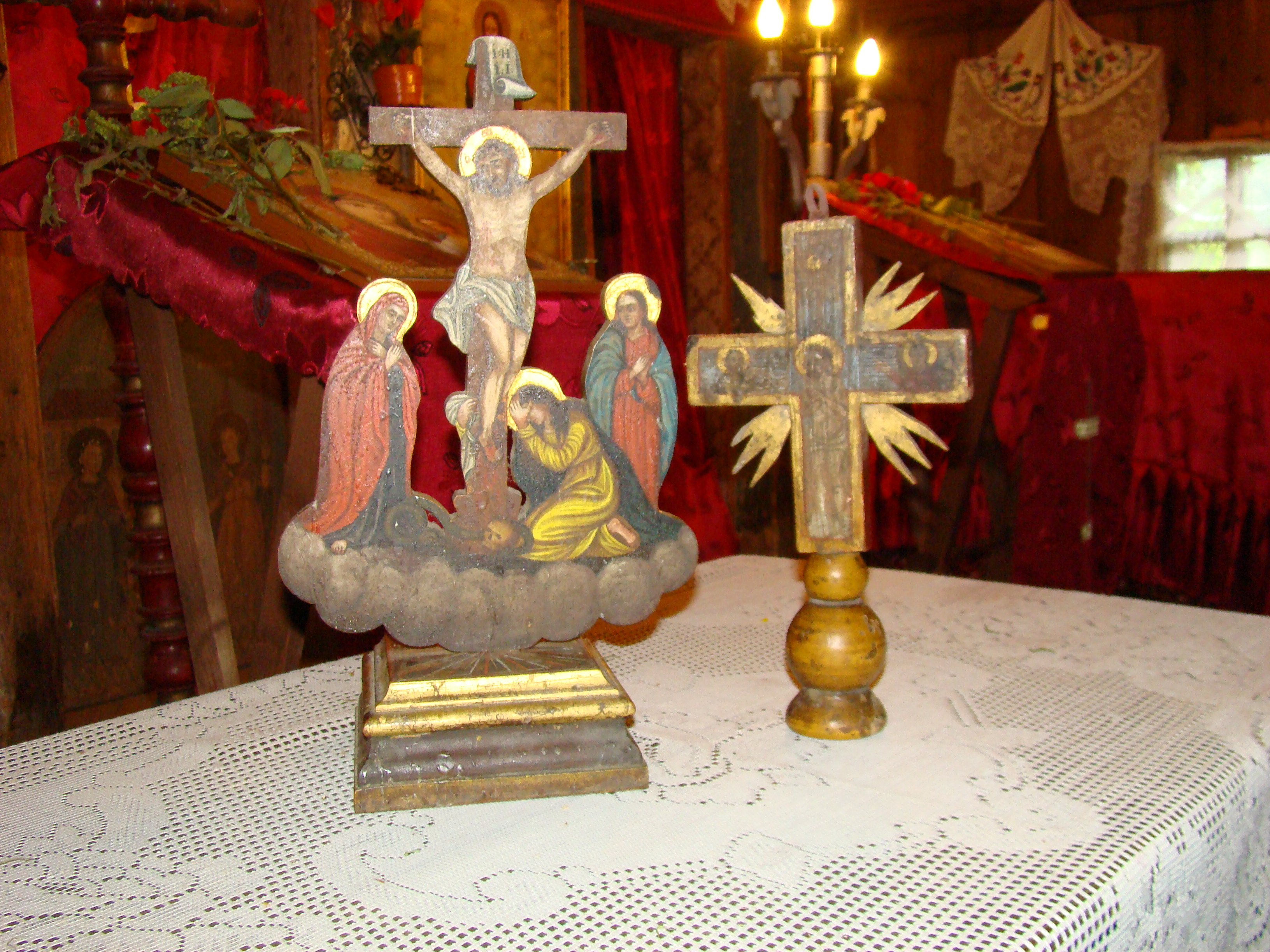
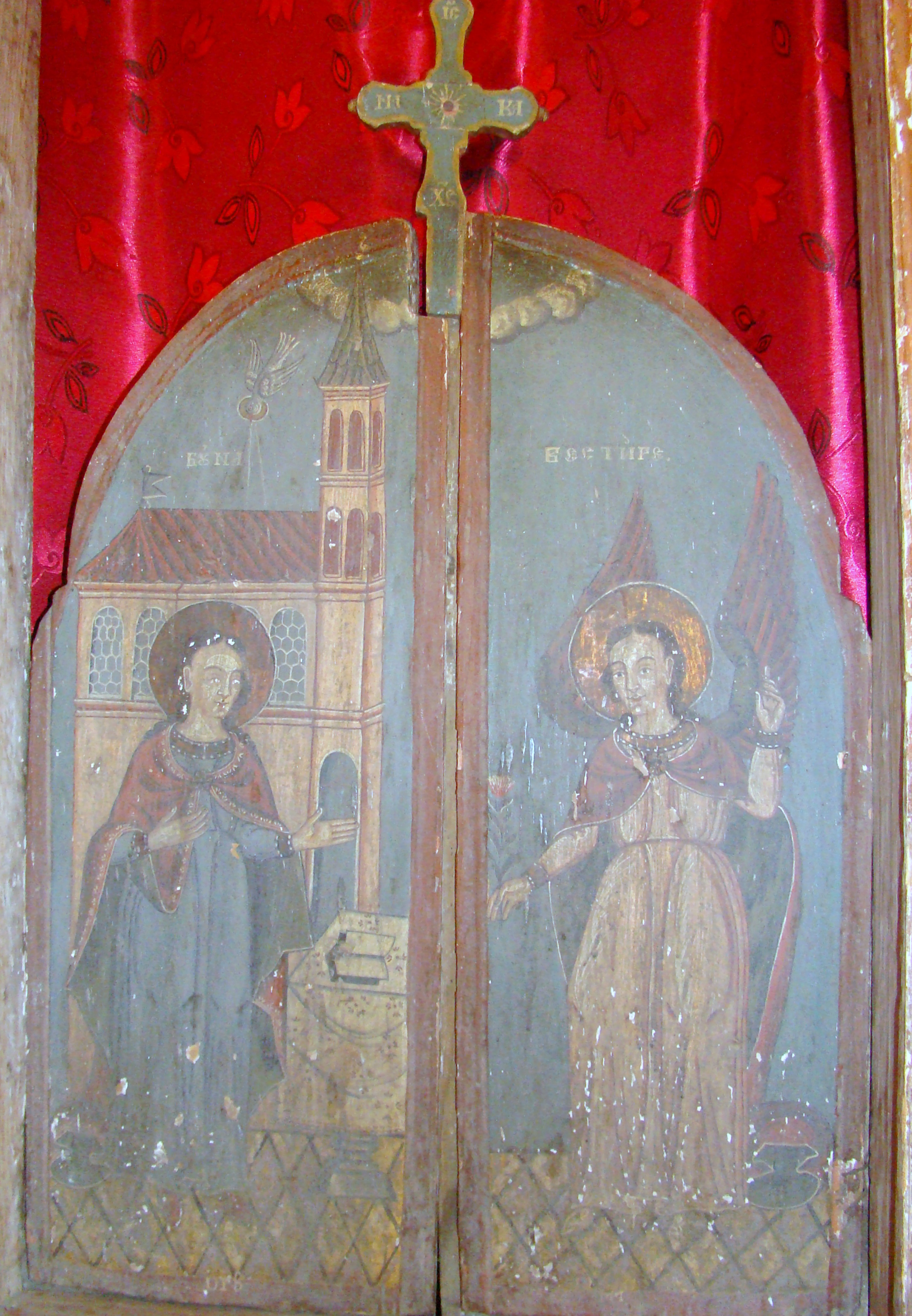
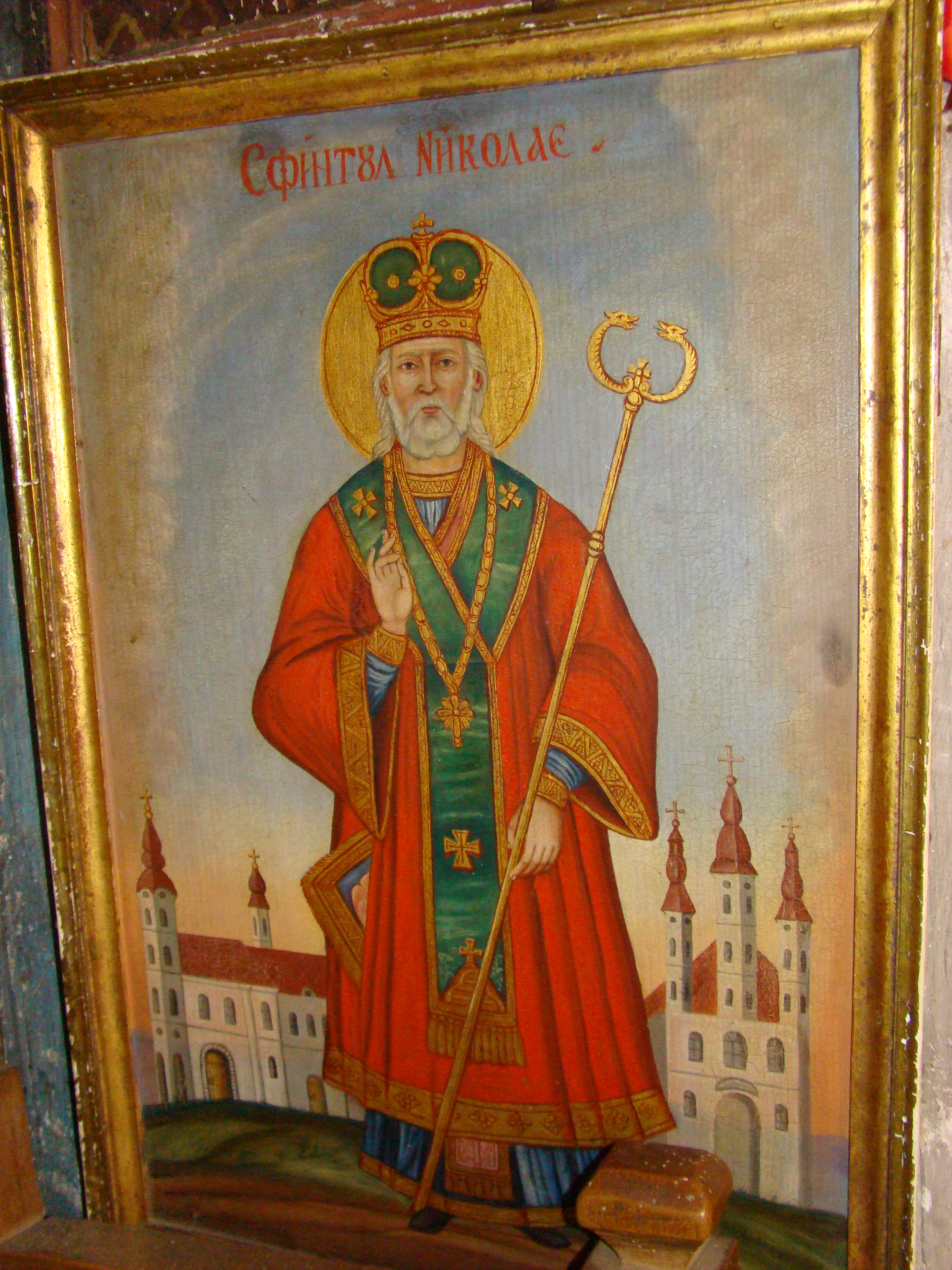
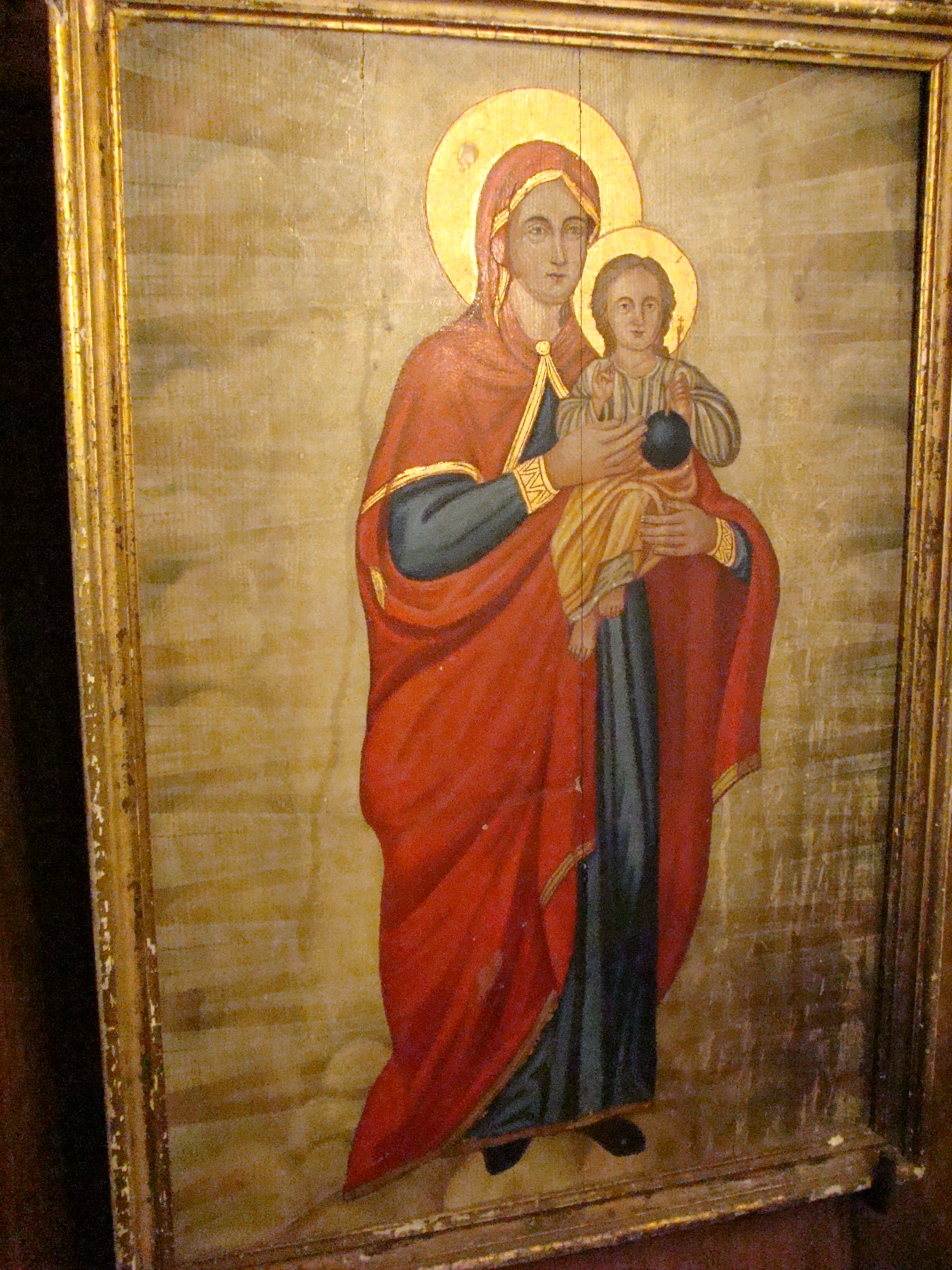
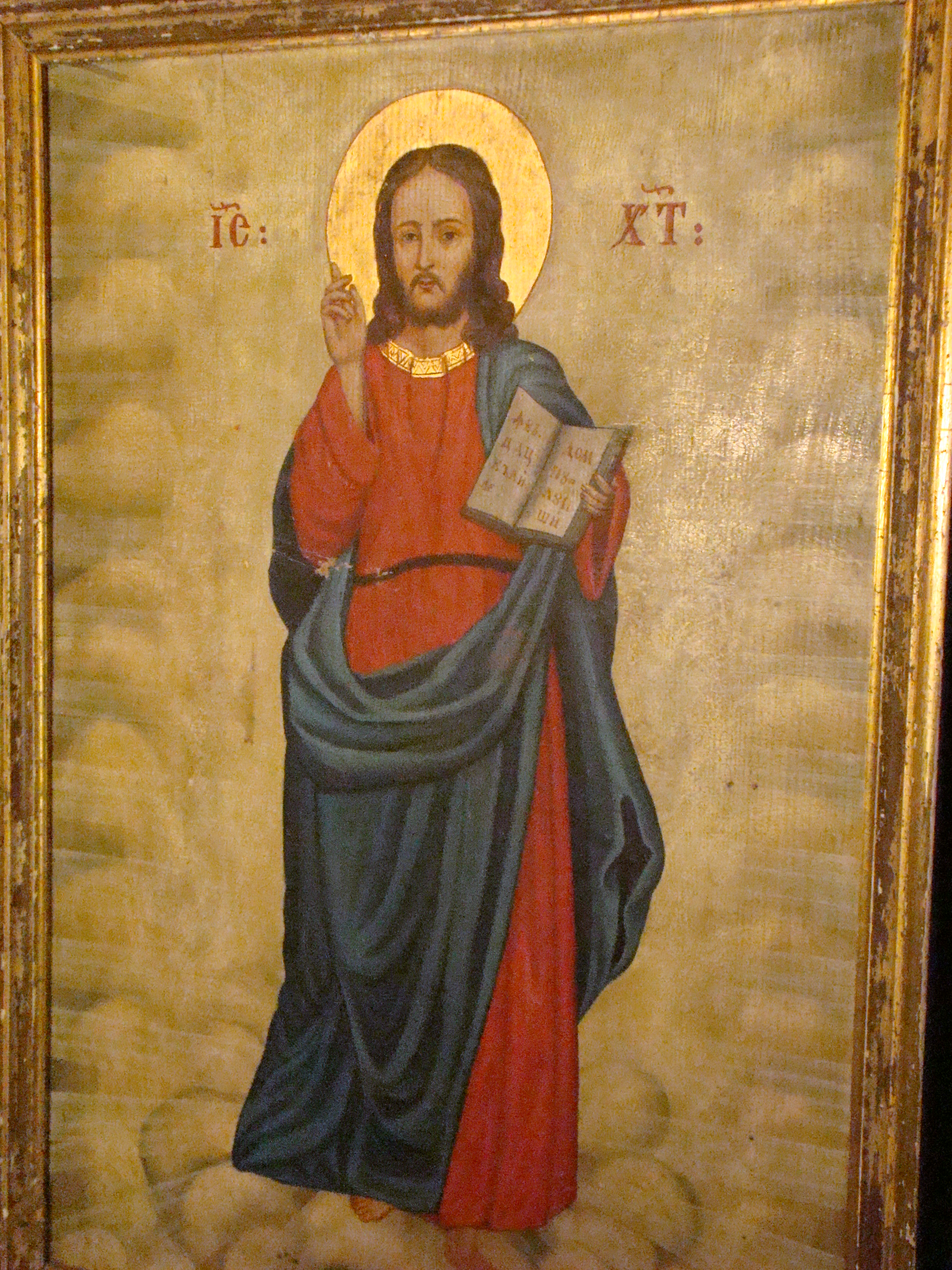
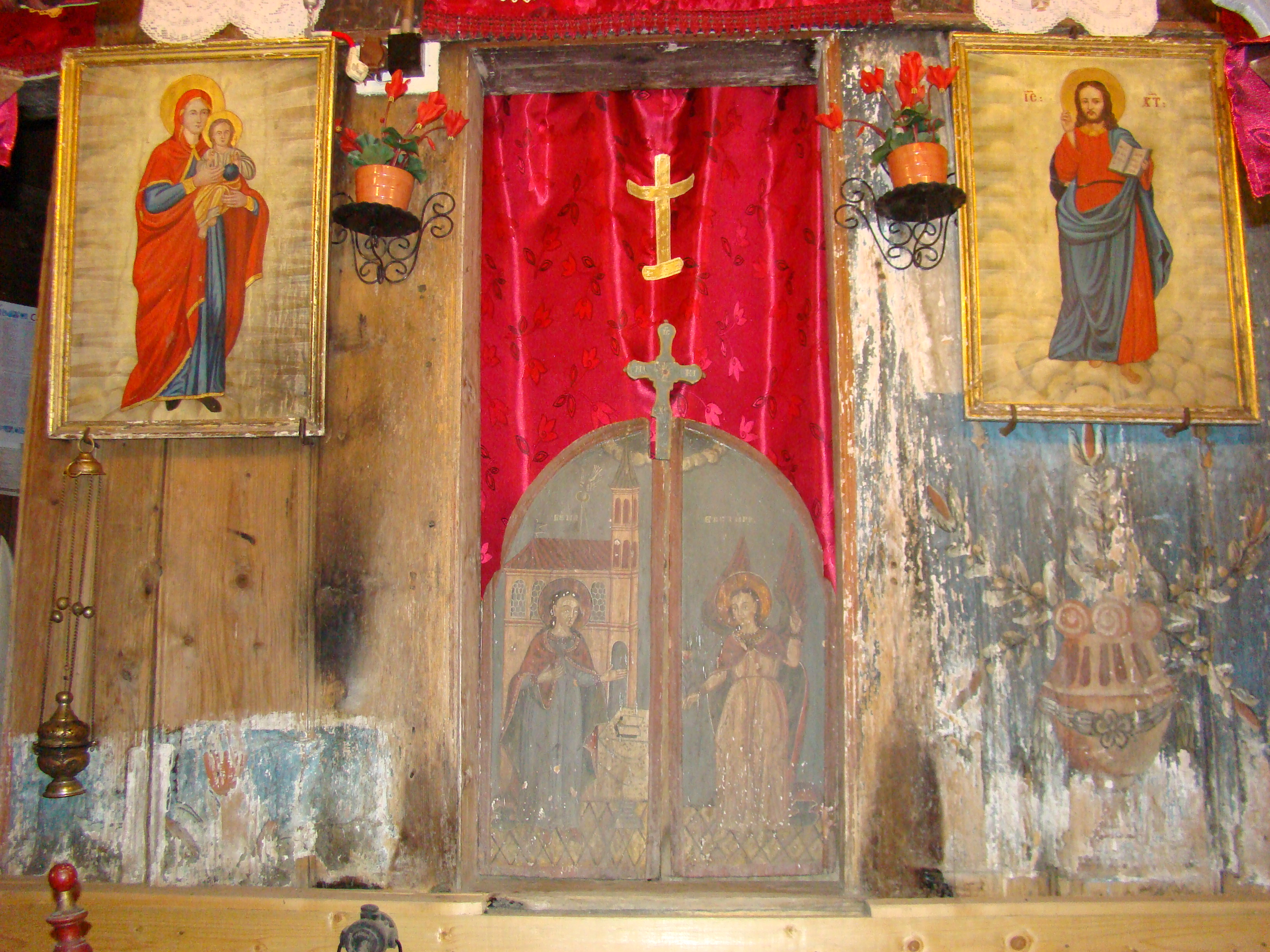
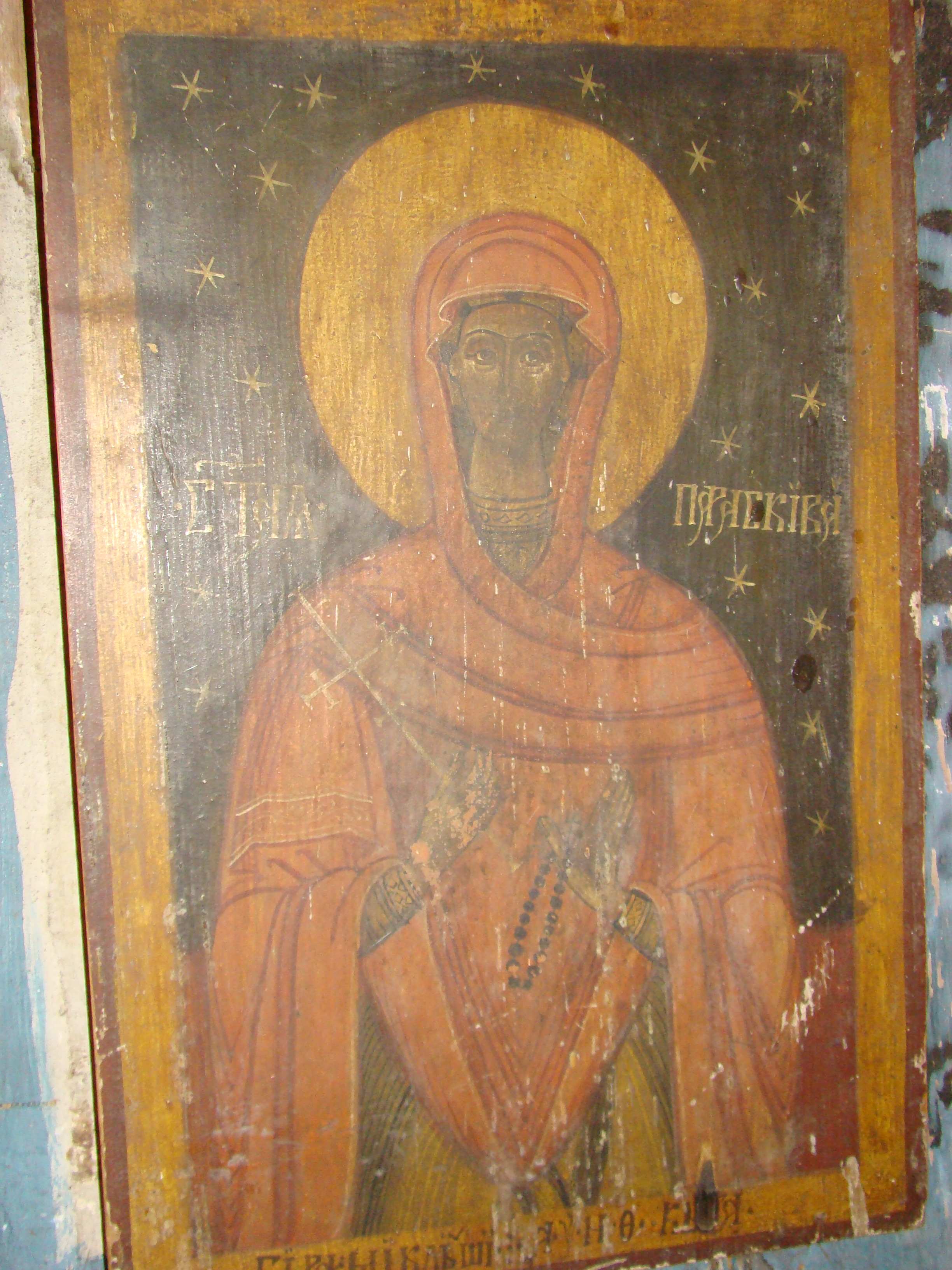
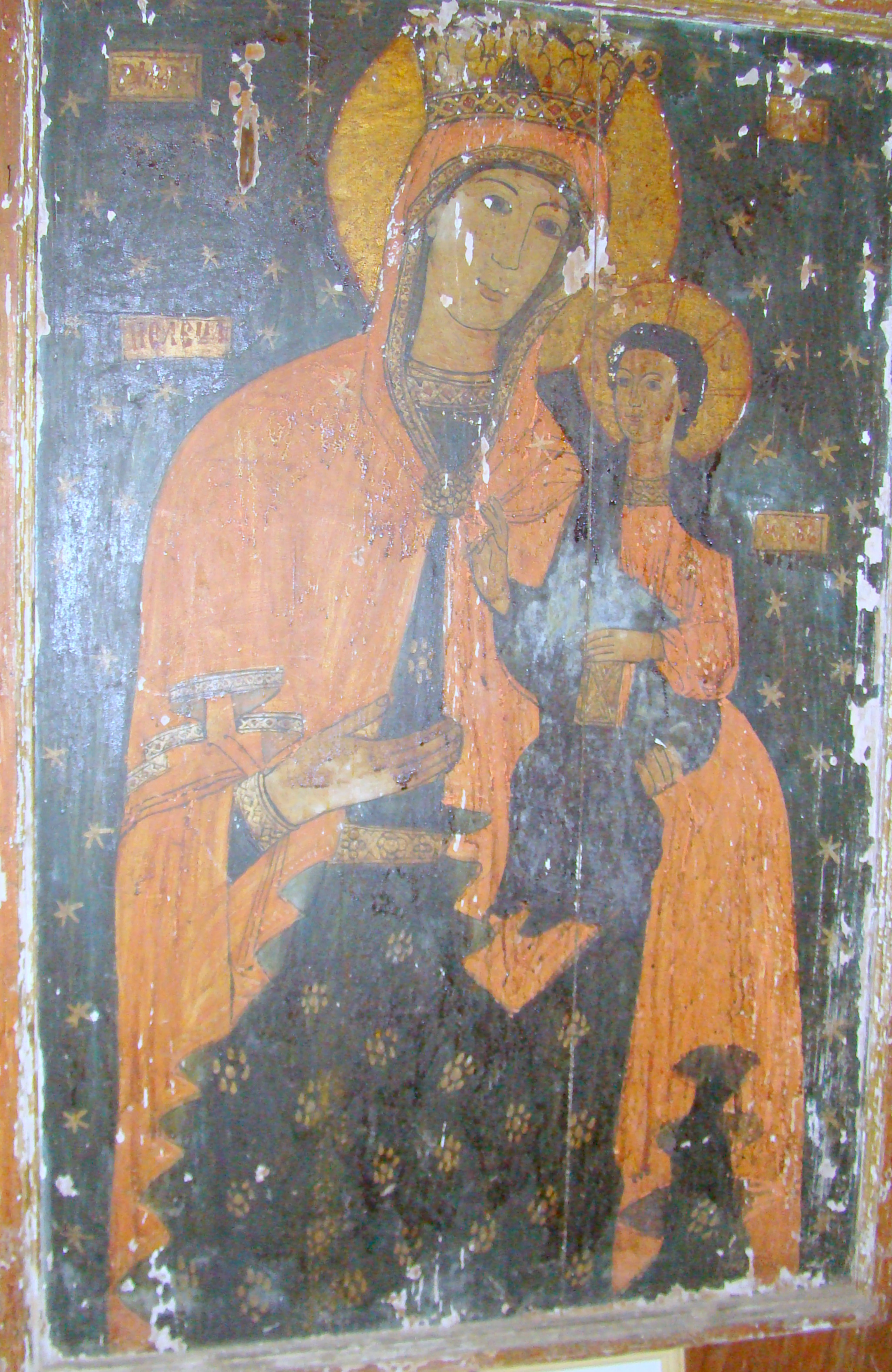
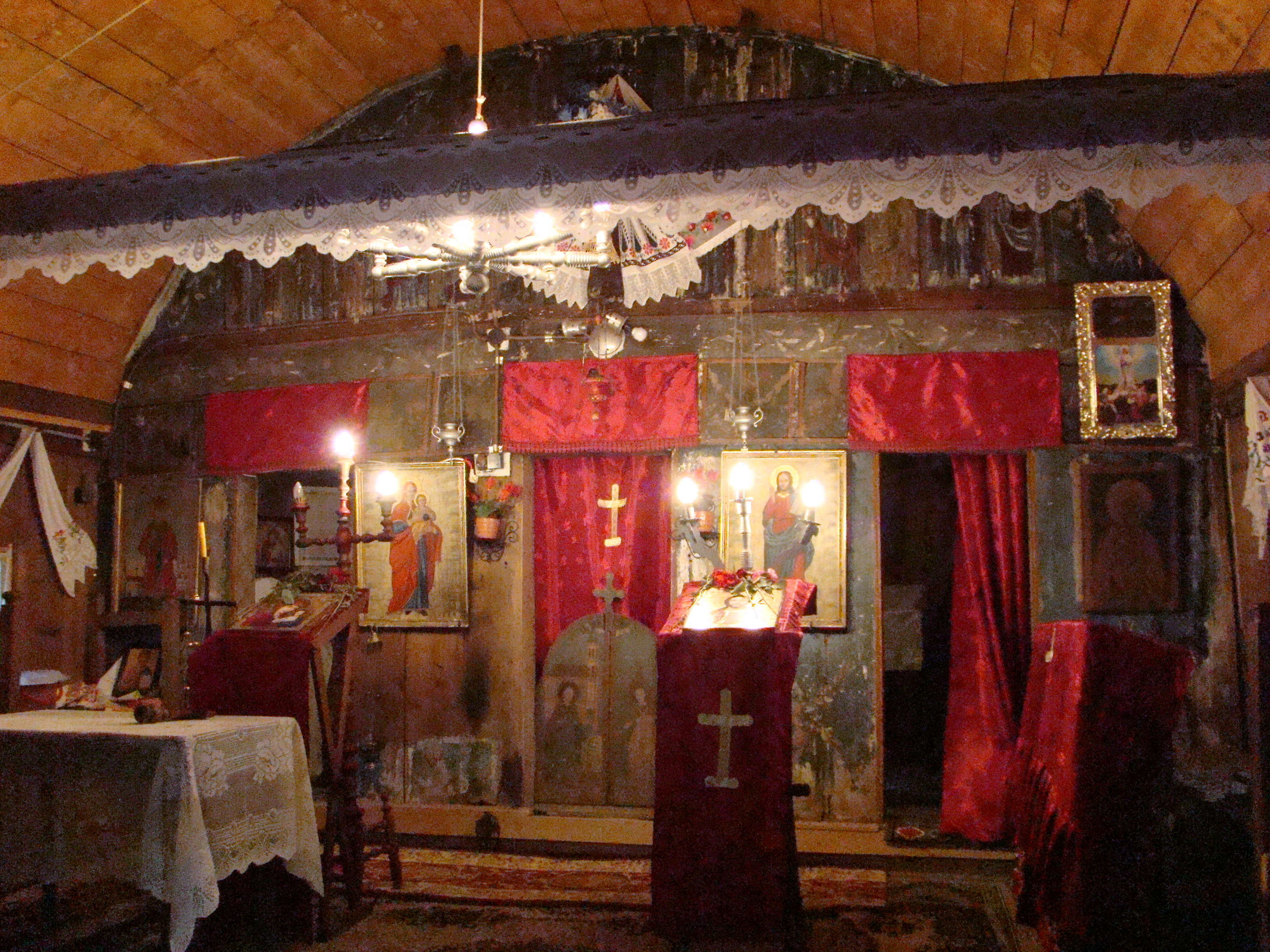
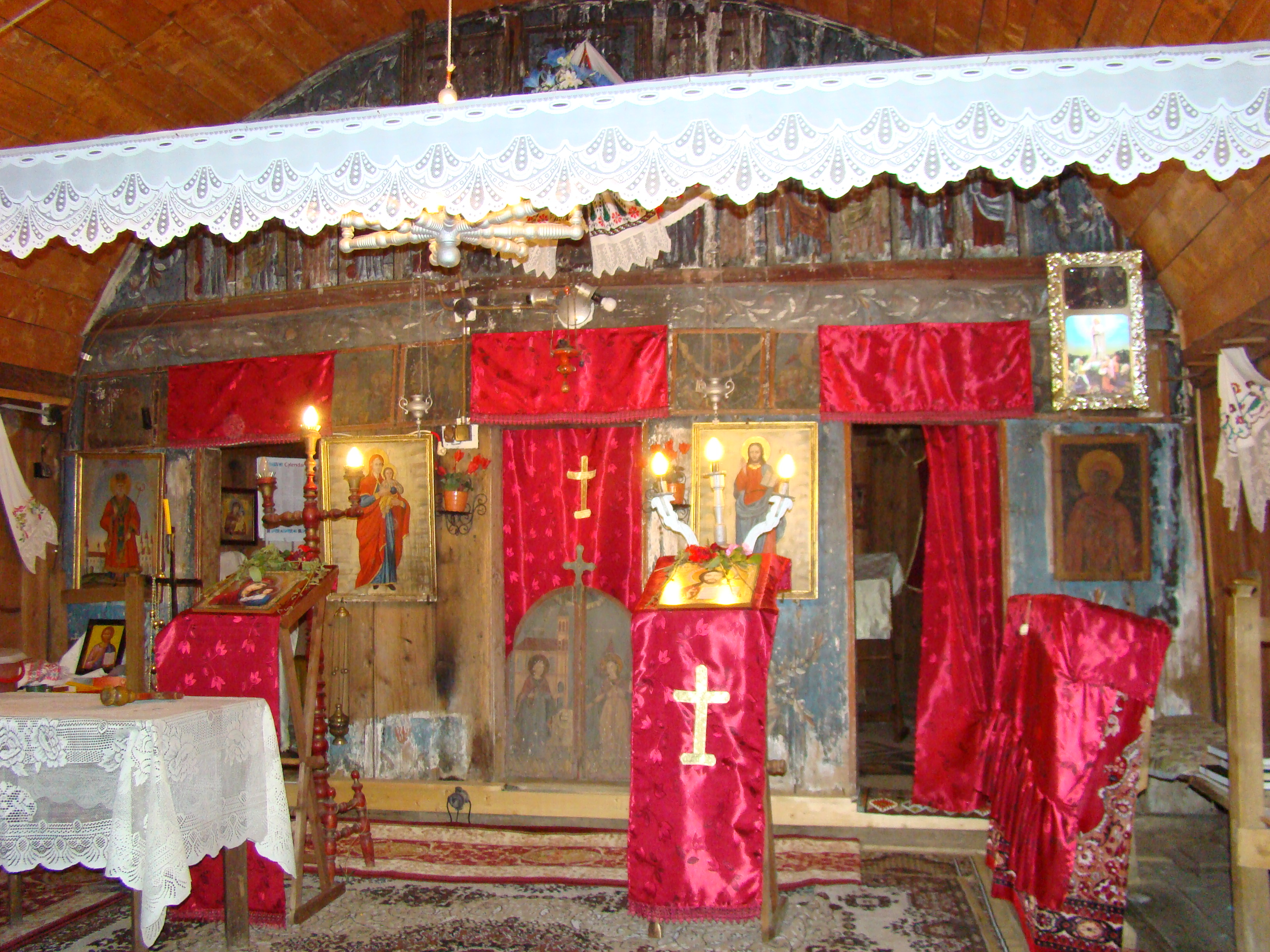
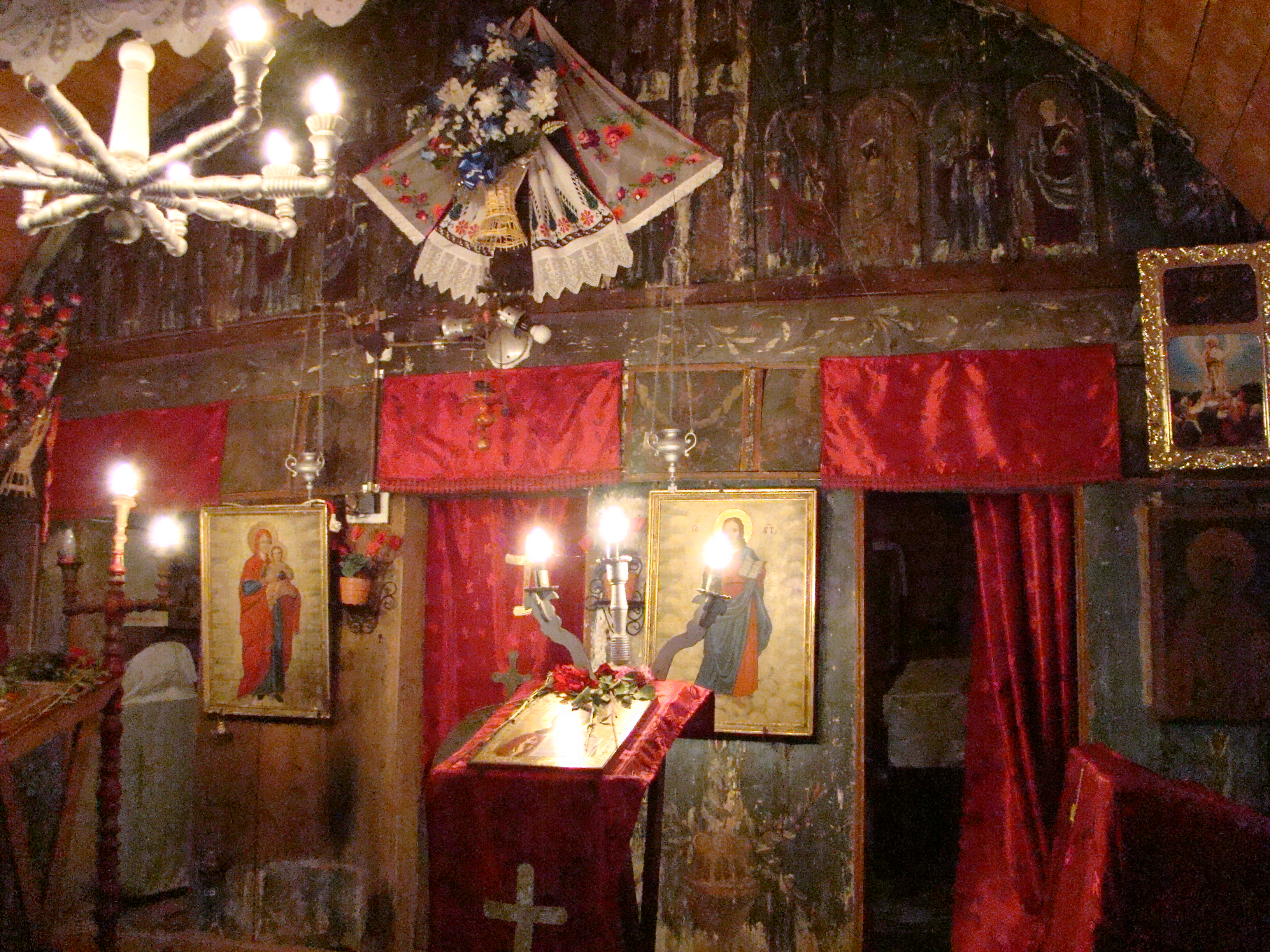
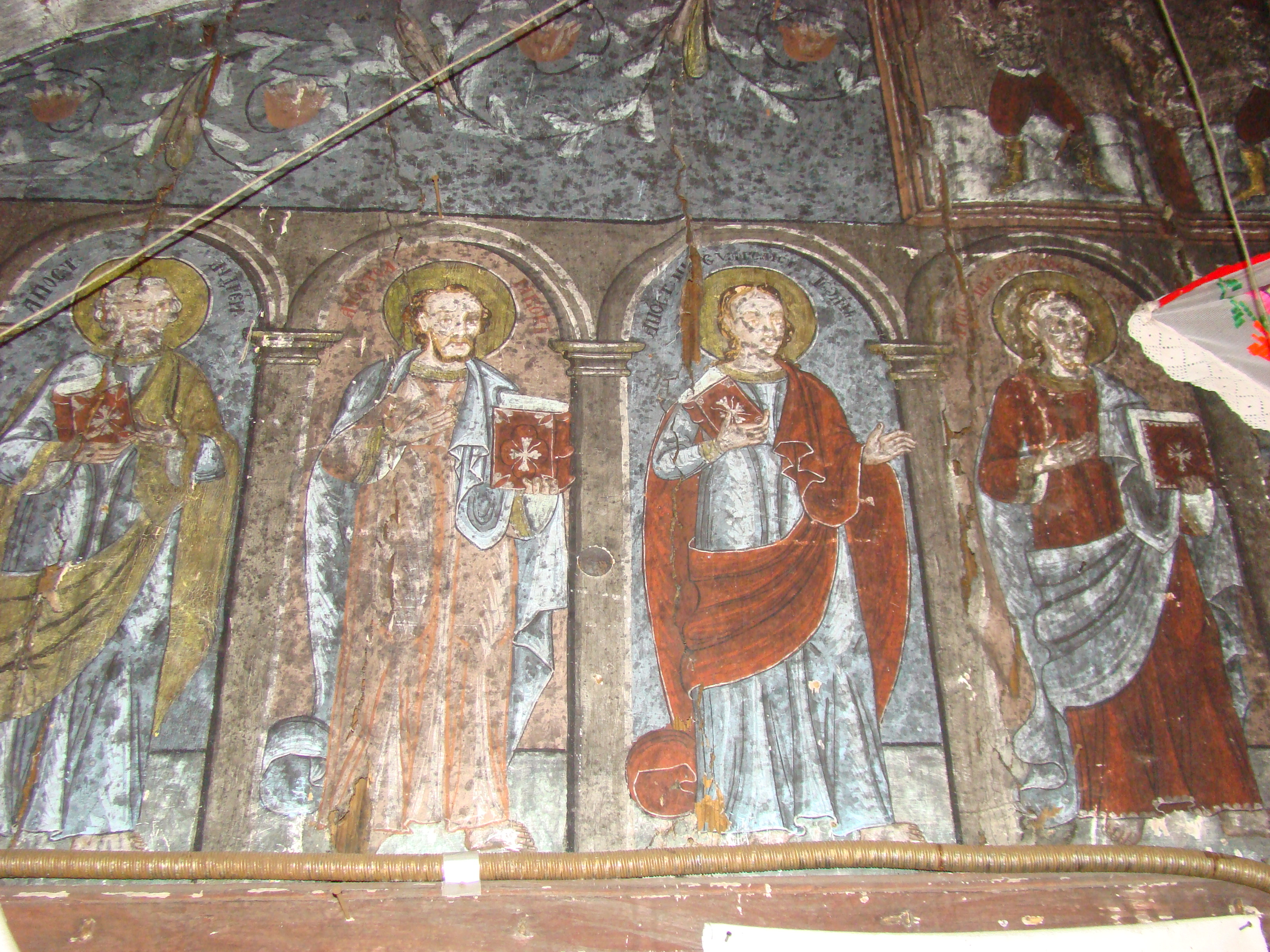
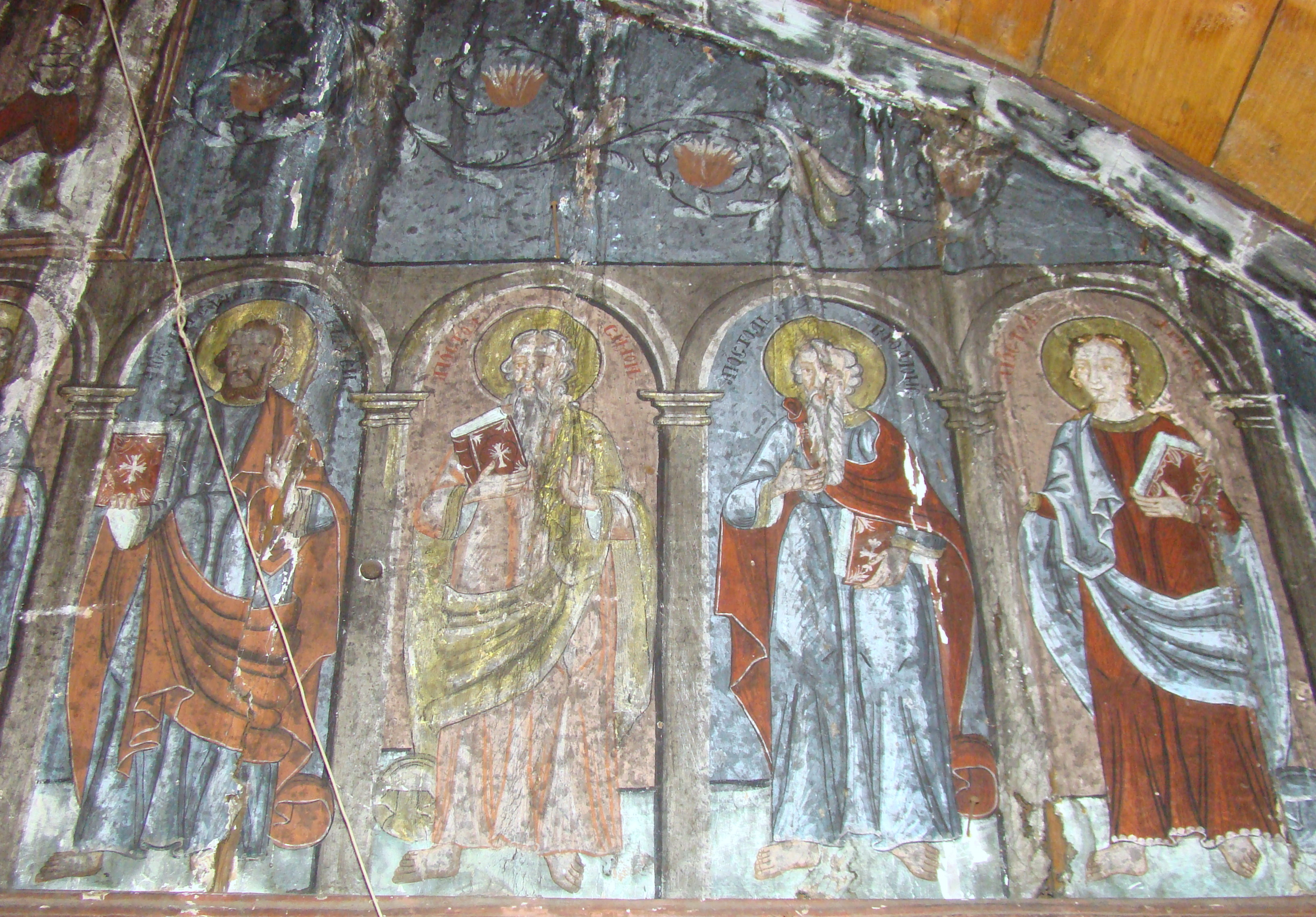
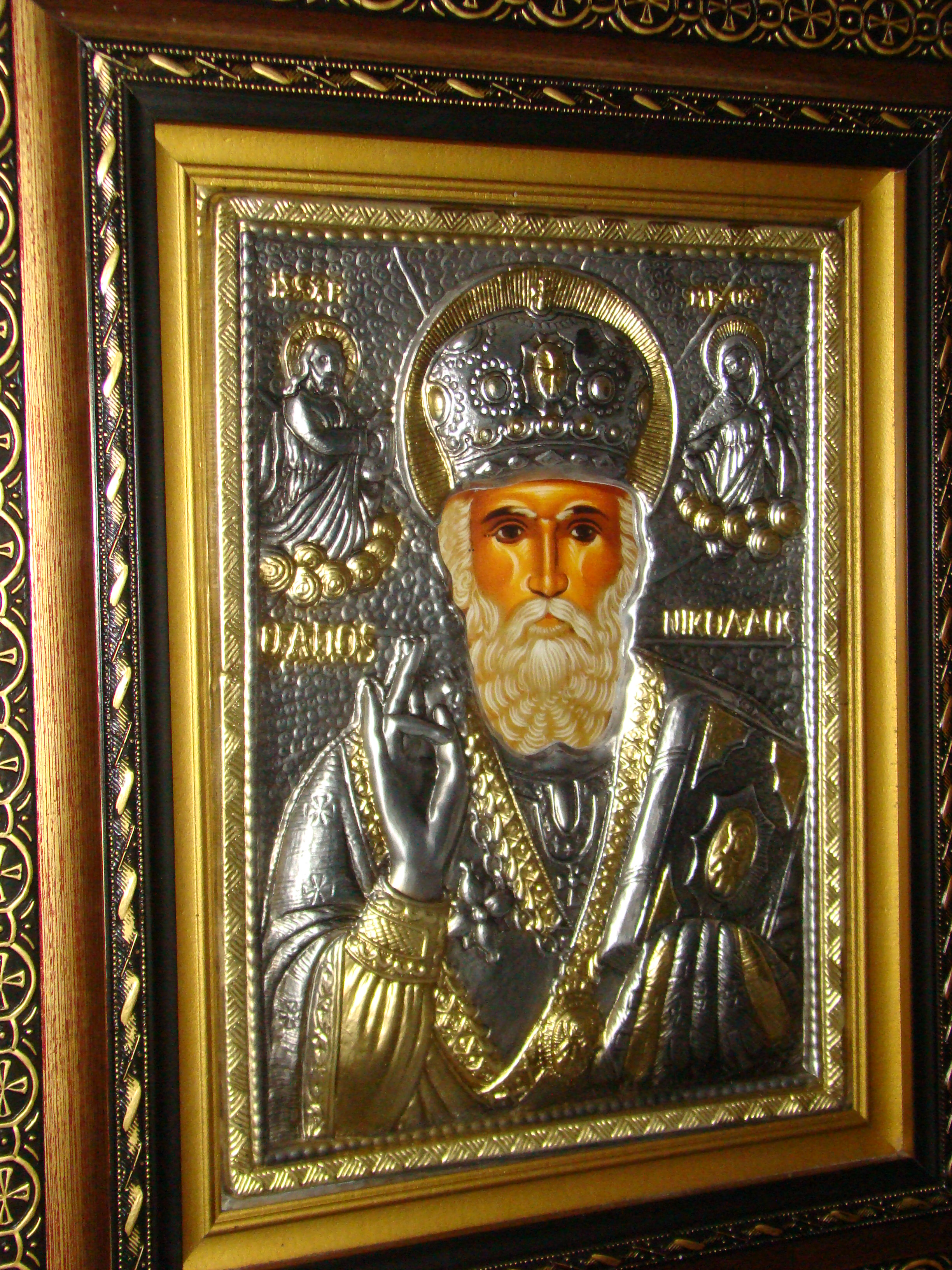